# Saint-Sébastien-sur-Loire
Pour les articles homonymes, voir Saint-Sébastien.

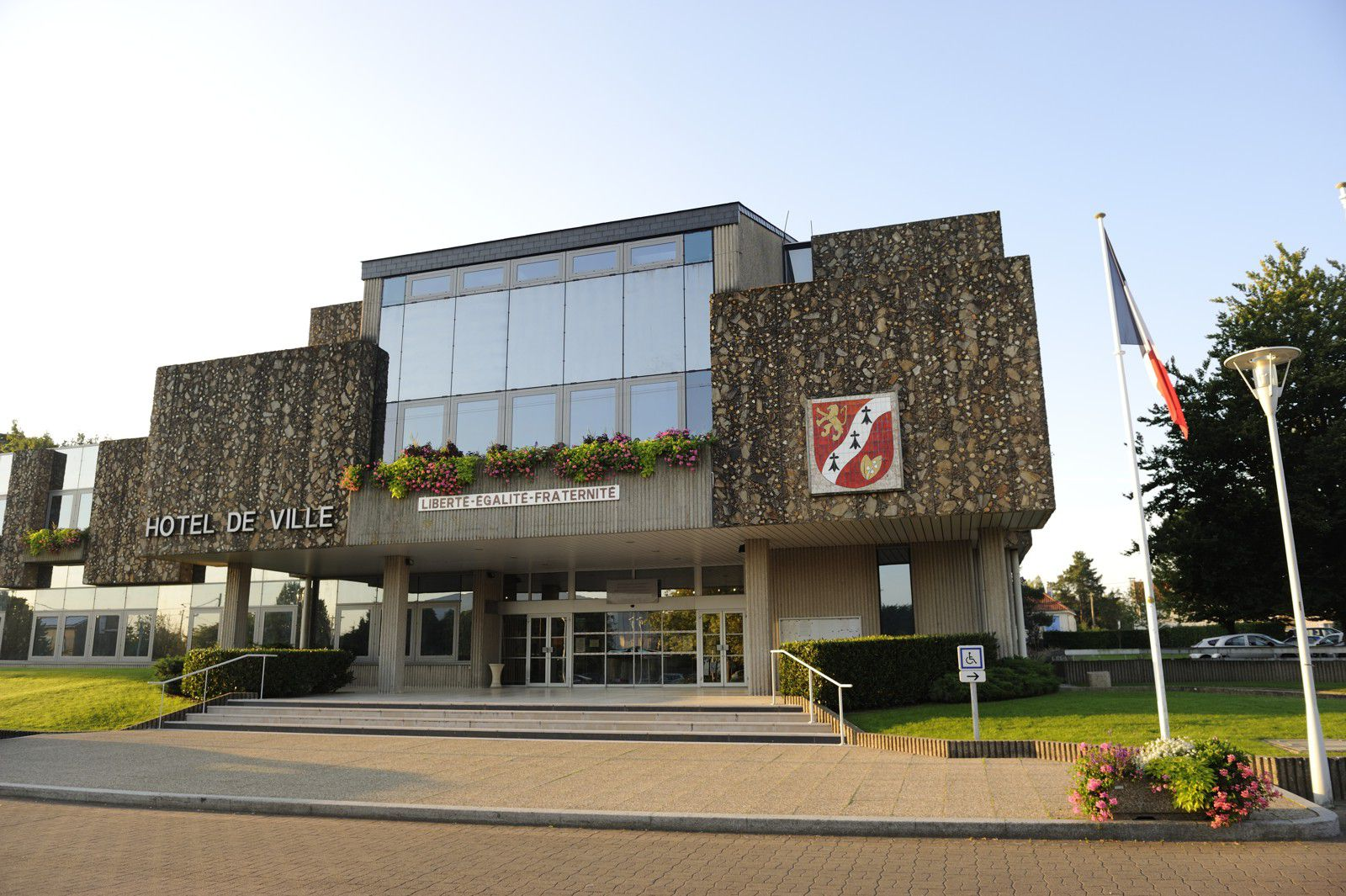
Façade de l'Hôtel de Ville de Saint-Sébastien-sur-Loire

Saint-Sébastien-sur-Loire est une commune française de l'Ouest de la France, située au sud-est de Nantes, dans le département de la Loire-Atlantique, en région Pays de la Loire.
Le territoire de la commune est occupé au plus tôt 3 000 ans avant notre ère. Zone de peuplement celte, la région est dominée par les Gallo-romains, puis par les Francs, avant d'être intégrée au royaume puis au duché de Bretagne. En 1532, le duché est uni au royaume de France.
La paroisse, d’abord appelée Aigne, est créée à la fin du XIIe ou au XIIIe siècle ; elle est vouée à saint Sébastien et à partir du XIVe siècle devient un lieu de pèlerinage important au niveau local et régional. À l’époque moderne, c’est une communauté essentiellement rurale, mais où plusieurs grandes familles nantaises font construire des demeures dont certaines subsistent actuellement, notamment celles liées à la famille du général Cambronne, habitant de la commune de 1822 à 1842.
Au cours de la Révolution, malgré la proximité de Nantes, la commune prend massivement parti contre la République et se joint à l’insurrection vendéenne de mars 1793. Deux ans plus tard, c’est ici qu’est signé le traité de paix entre le général Hoche et le chef des insurgés vendéens, Charette : le traité de la Jaunaye (février 1795).
Au XIXe siècle, la commune connaît le passage de l’agriculture traditionnelle (vigne, blé, élevage) à l’agriculture maraîchère et une certaine industrialisation, notamment agroalimentaire (Cassegrain). Elle conserve un caractère semi-rural jusque dans les années 1960 ; elle est maintenant urbanisée en quasi-totalité, principalement sous la forme de l'habitat pavillonnaire, d'où sa désignation comme la cité-jardin. Au début du processus d’urbanisation, a eu lieu une expérience intéressante : la construction de la « Cité des Castors » de la Profondine, inaugurée en 1956.

## Géographie
C'est la 5e ville du département de la Loire-Atlantique en termes de population et la 26e plus petite, en superficie.

### Situation
Saint-Sébastien est située sur la rive sud de la Loire, ce qui explique la dominance des toits de tuiles, à proximité immédiate de Nantes : le centre-ville de Saint-Sébastien se trouve à 4 km au sud-est de celui de Nantes.
Selon le classement établi par l'Insee, Saint-Sébastien est une commune urbaine, une des 24 communes de banlieue de l'unité urbaine de Nantes ; elle fait donc partie de l'aire urbaine de Nantes et de l'espace urbain de Nantes-Saint-Nazaire (cf. Liste des communes de la Loire-Atlantique).
Avant la Révolution, la paroisse atteignait la rive droite de la Sèvre nantaise et englobait non seulement le faubourg Pirmil/Saint-Jacques/Sèvre, mais  également les îles de la Loire qui forment actuellement l'île Beaulieu.
Saint-Sébastien fait partie :
- de l'arrondissement de Nantes ;
- du Canton de Saint-Sébastien-sur-Loire (Saint-Sébastien-sur-Loire, Basse-Goulaine, Haute-Goulaine) ;
- de la 4e circonscription électorale de la Loire-Atlantique avec Nantes-Sud, Rezé, Bouguenais, Bouaye, Brains, Pont-Saint-Martin, Saint-Aignan-Grandlieu et Saint-Léger-les-Vignes.

### Communes limitrophes
Les communes limitrophes sont  Basse-Goulaine, Nantes et Vertou.

### Relief et hydrographie
La superficie de la commune est de 1 166 hectares ; son altitude varie entre 2 et 33 mètres.
La commune s’étend sur un plateau de faible altitude qui se termine le long de la Loire par un abrupt très marqué : la côte Saint-Sébastien. Le pied de la côte a été exhaussé lors de la construction du boulevard des Pas Enchantés, qui est ainsi à peu près à l'abri des inondations. En contrebas, se trouve l'étendue inondable des îles.
Le plateau est parcouru par quelques ruisseaux, pour la plus grande part recouverts à l'heure actuelle, mais qui déterminent quelques vallonnements :
- le ruisseau du Douet, généralement dans une canalisation souterraine, part du Frêne Rond, suit la rue du Lieutenant Marty, coule un moment à l'air libre entre l'extrémité de cette rue et la rue de la Grèneraie, passant alors sous l'hôpital Saint-Jacques avant de rejoindre la Loire ;
- le ruisseau de l'Ouche Colin coule du Mesnil au village des Rochers ;
- la Douettée part du Frêne Rond et atteint la Loire à l'est du Bourg après avoir traversé les secteurs du Pré (où il est visible) et de Chantepie ;
- le ruisseau de la Patouillère marque à l'est la limite entre Saint-Sébastien et Basse-Goulaine.

### Voies de communication et transports

#### Aéroportuaires
L'aéroport de Nantes-Atlantique se situe à 15 minutes du centre de Saint-Sébastien-sur-Loire.

#### Réseau routier
Saint-Sébastien-sur-Loire possède :
- deux accès directs au périphérique de l'agglomération nantaise : sorties no 45 Porte de Goulaine et no 46 Porte de Saint-Sébastien ;
- trois accès sur le Boulevard Urbain « Nantes-Bordeaux » : La Grèneraie, Bonne Garde et Route de Clisson.

#### Voies ferroviaires
Saint-Sébastien est traversée par la ligne ferroviaire Nantes - Saintes. En 2003, la ville de Saint-Sébastien, la ville de Vertou, la SNCF et le Conseil régional des Pays de la Loire ont mis en place une ligne de TER dans l'agglomération. Elle relie la gare de Nantes à celle de Vertou en 10 minutes. C'est la ligne 31 du réseau TER Pays de la Loire.
À cette occasion, la gare des Pas Enchantés et la gare du Frêne Rond ont été créées sur le territoire de la commune. Ces deux gares disposent d'un parking relais.
Depuis 2011, cette liaison TER est progressivement remplacée par le tram-train qui relie Nantes à Clisson,.

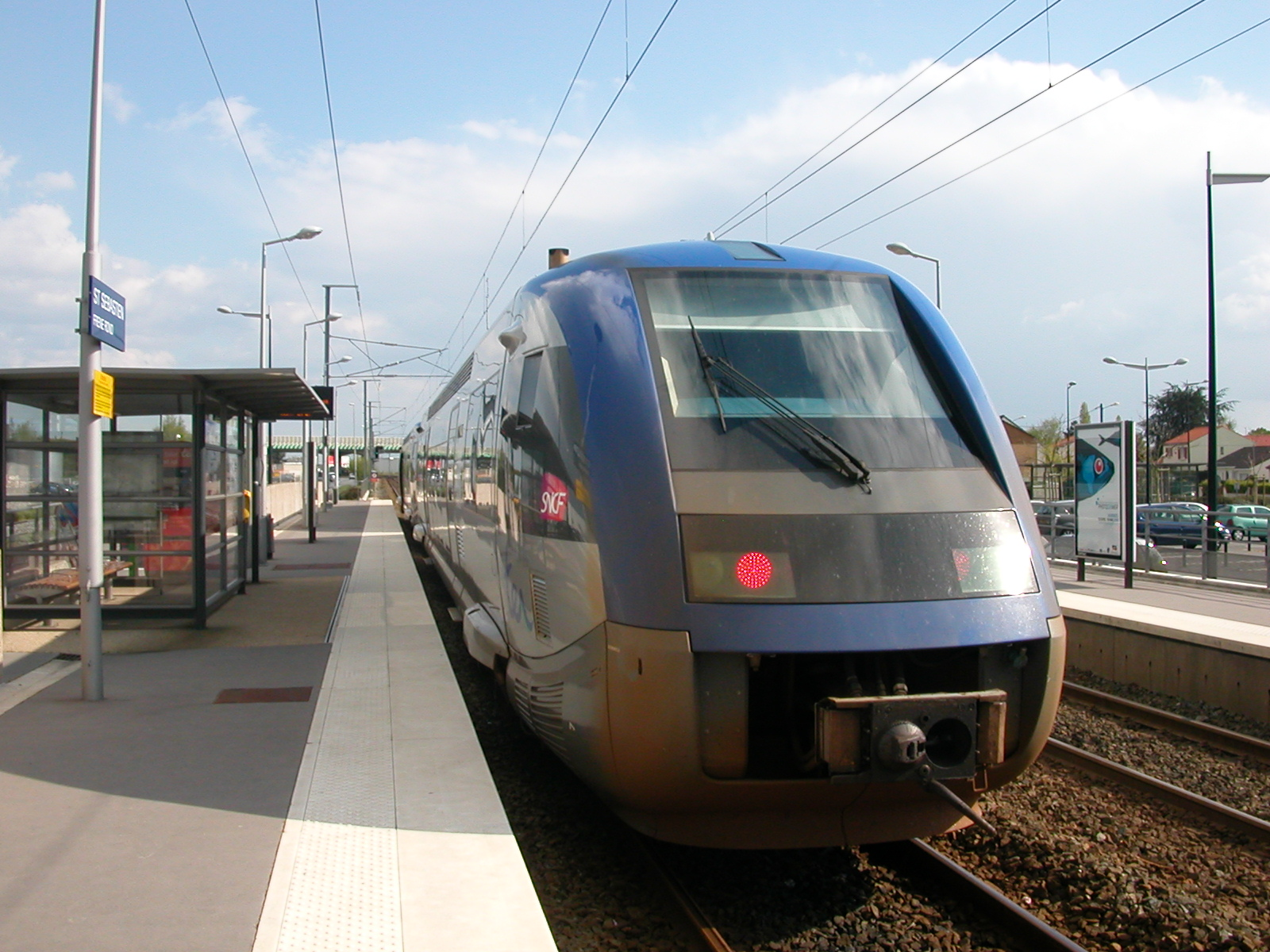
Gare de Saint-Sébastien-Frêne-Rond
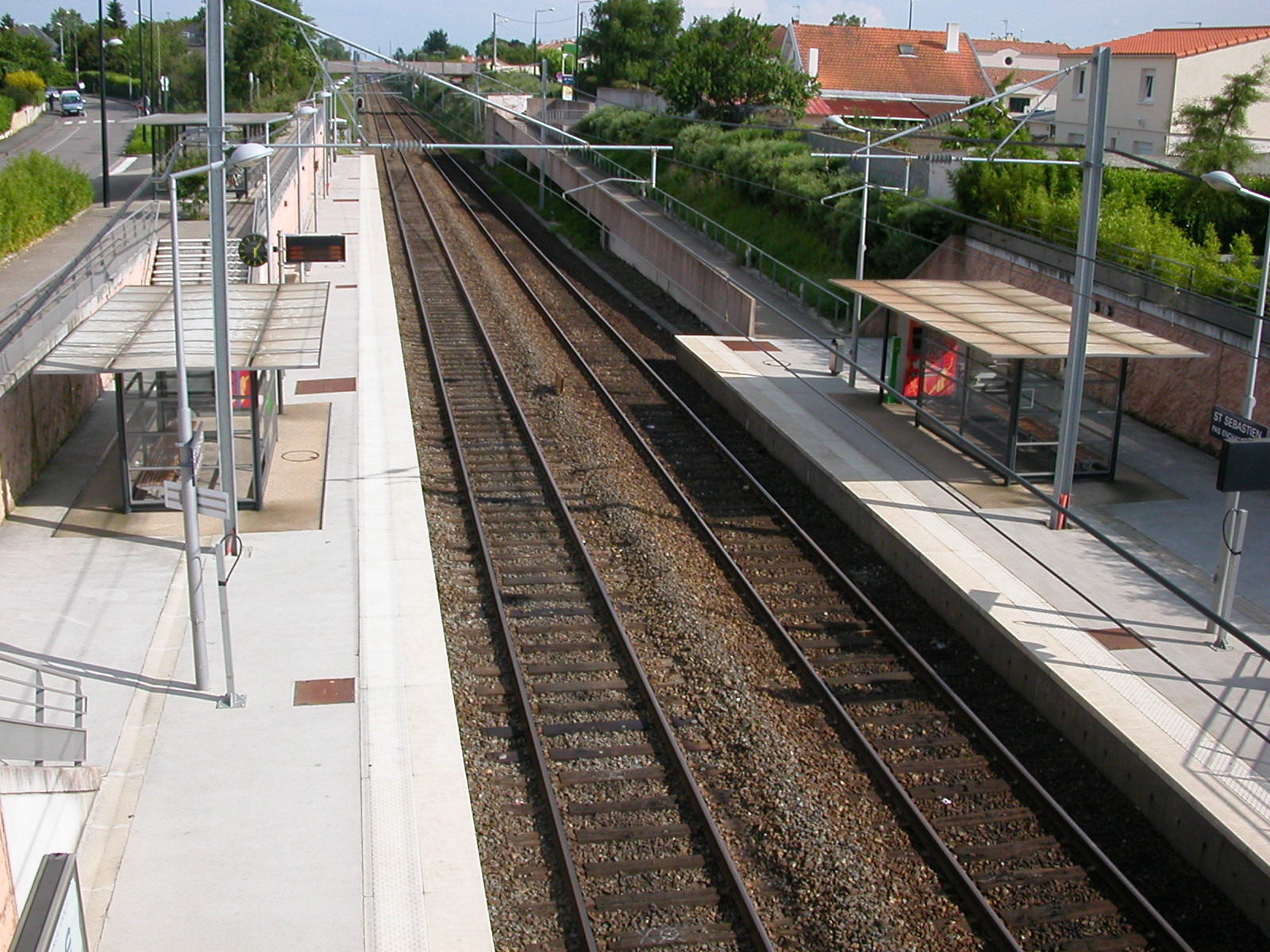
Gare de Saint-Sébastien-Pas-Enchantés

#### Transports en commun
La commune est desservie par une ligne Chronobus (C9) et 5 lignes de bus (27, 28, 30 et 42) du réseau TAN.
Depuis 2006, la ligne 4 du Busway permet également de relier en 20 minutes le centre de Vertou à la Place Maréchal-Foch à Nantes, via Saint-Sébastien-sur-Loire et la route de Clisson.
La commune est aussi desservie par les lignes 312, 313, 331, 333, 362 et 370 du réseau régional Aléop au niveau du lycée La Joliverie.

### Climat
Pour des articles plus généraux, voir Climat des Pays de la Loire et Climat de la Loire-Atlantique.
En 2010, le climat de la commune est de type climat océanique franc, selon une étude du CNRS s'appuyant sur une série de données couvrant la période 1971-2000. En 2020, Météo-France publie une typologie des climats de la France métropolitaine dans laquelle la commune est exposée à un climat océanique et est dans la région climatique  Bretagne orientale et méridionale, Pays nantais, Vendée, caractérisée par une faible pluviométrie en été et une bonne insolation.
Pour la période 1971-2000, la température annuelle moyenne est de 12 °C, avec une amplitude thermique annuelle de 13,2 °C. Le cumul annuel moyen de précipitations est de 777 mm, avec 12,7 jours de précipitations en janvier et 6,4 jours en juillet. Pour la période 1991-2020, la température moyenne annuelle observée sur la station météorologique de Météo-France la plus proche, « Nantes-Bouguenais », sur la commune de Bouguenais à 10 km à vol d'oiseau, est de 12,7 °C et le cumul annuel moyen de précipitations est de 819,5 mm,. Pour l'avenir, les paramètres climatiques de la commune estimés pour 2050 selon différents scénarios d'émission de gaz à effet de serre sont consultables sur un site dédié publié par Météo-France en novembre 2022.

## Urbanisme

### Typologie
Au 1er janvier 2024, Saint-Sébastien-sur-Loire est catégorisée grand centre urbain, selon la nouvelle grille communale de densité à sept niveaux définie par l'Insee en 2022.
Elle appartient à l'unité urbaine de Nantes, une agglomération intra-départementale regroupant 22  communes, dont elle est une commune de la banlieue,,. Par ailleurs la commune fait partie de l'aire d'attraction de Nantes, dont elle est une commune du pôle principal,. Cette aire, qui regroupe 116 communes, est catégorisée dans les aires de 700 000 habitants ou plus (hors Paris),.

### Occupation des sols
L'occupation des sols de la commune, telle qu'elle ressort de la base de données européenne d’occupation biophysique des sols Corine Land Cover (CLC), est marquée par l'importance des territoires artificialisés (75 % en 2018), en augmentation par rapport à 1990 (70,3 %). La répartition détaillée en 2018 est la suivante : 
zones urbanisées (62,1 %), eaux continentales (10,2 %), espaces verts artificialisés, non agricoles (7,9 %), zones agricoles hétérogènes (7,2 %), zones industrielles ou commerciales et réseaux de communication (5 %), prairies (4,3 %), forêts (3,3 %). L'évolution de l’occupation des sols de la commune et de ses infrastructures peut être observée sur les différentes représentations cartographiques du territoire : la carte de Cassini (XVIIIe siècle), la carte d'état-major (1820-1866) et les cartes ou photos aériennes de l'IGN pour la période actuelle (1950 à aujourd'hui).

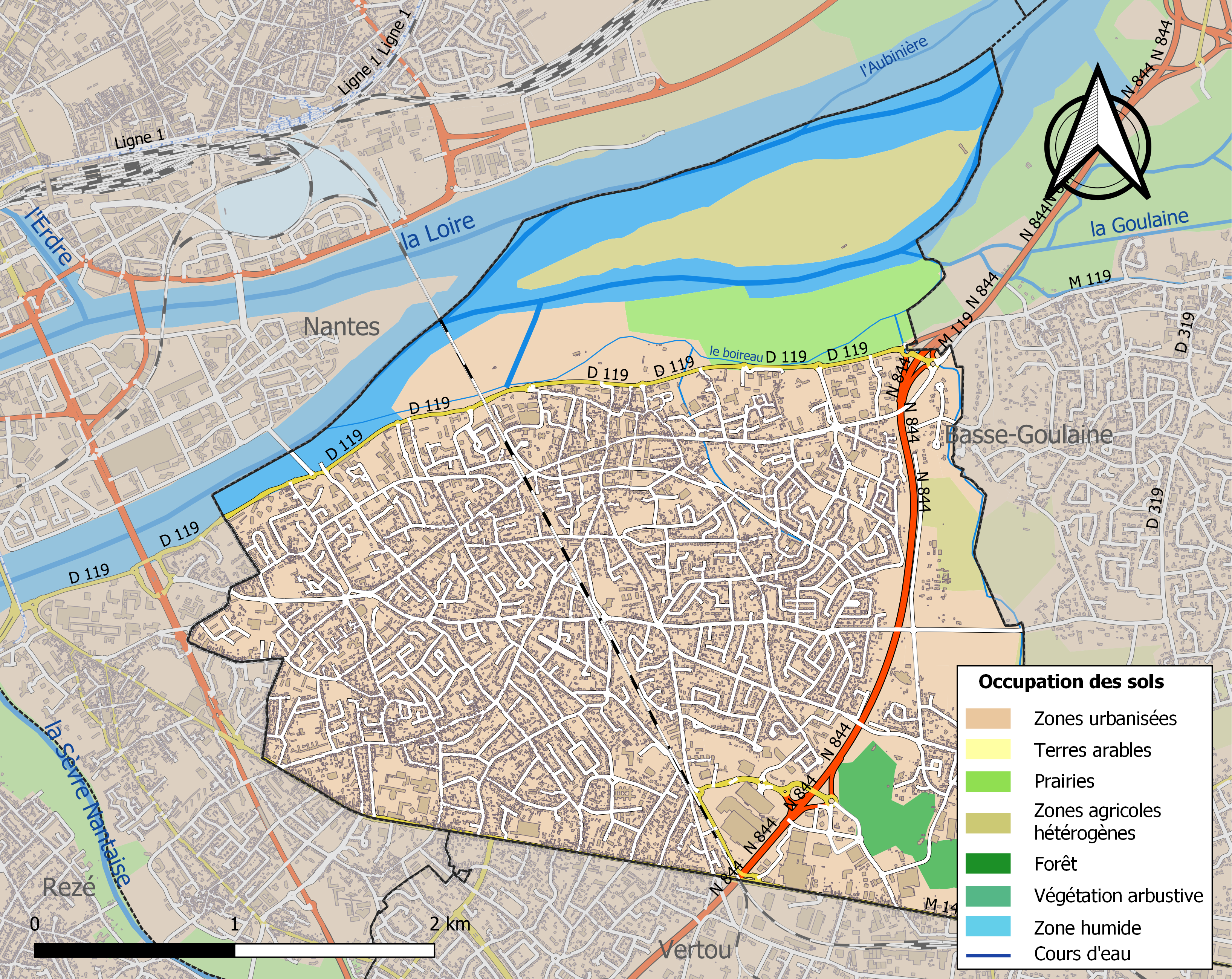
Carte des infrastructures et de l'occupation des sols de la commune en 2018 (CLC).

### Morphologie urbaine

#### Espaces non bâtis

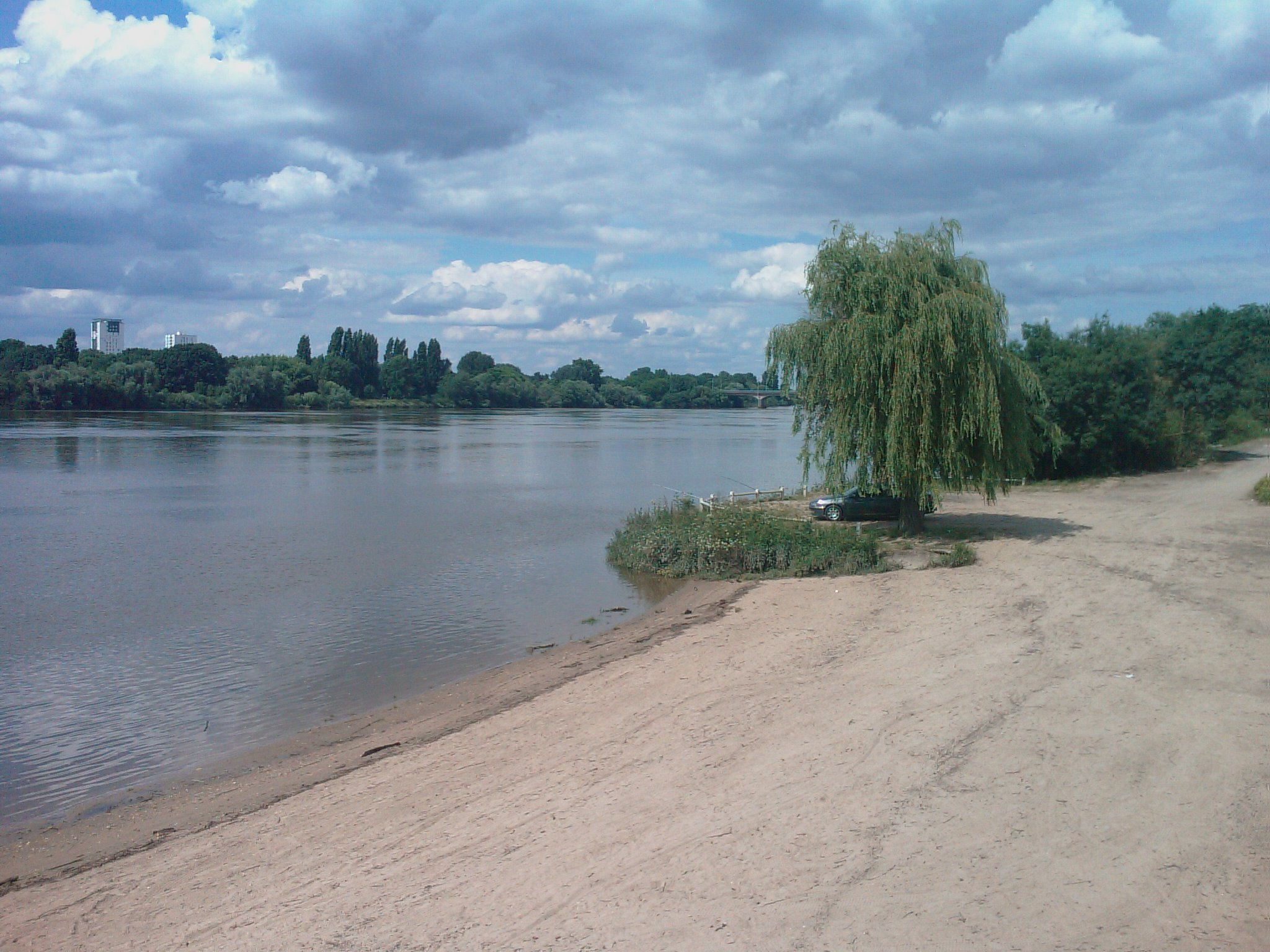
La plage de Saint-Sébastien-sur-Loire.

- La plage des bords de Loire a été un lieu de baignade du milieu du XIXe siècle (arrêtés municipaux de 1866 et 1872 proscrivant certaines tenues) aux années 1960 ; en 1962, cela devient une baignade organisée par le Cercle nautique de Saint-Sébastien. L'envasement des rives entraîne la fermeture en 1976.
- Le bois des Gripots s'étendait autrefois de la Jaunaie à la Patouillère ; en 1994, la municipalité décide de classer 24 hectares en zone protégée, superficie étendue à 31 hectares en 1998.
- La Grève, près des îles, mais non séparée du boulevard des Pas-Enchantés, est occupée par des terrains de sports (stade Jean-Massé) : football, rugby, athlétisme. Autrefois, la Grève était le lieu des fêtes villageoises ; d'une ancienne croix de mission ne subsiste que le socle.
- Les îles de Loire couvrent 140 ha, soit 12 % du territoire communal :
  - les îles Pinette et Forget sont encadrées par deux bras de la Loire : le Boireau au sud (traversé par plusieurs ponts routiers et ferroviaires), le Gourdeau au nord. Elles sont occupées par des aires de jeux, des promenades, une zone VTT, un terrain de golf et un centre d'équitation.
  - l'île Héron est séparée des précédentes par le Gourdeau qu'aucun pont ne traverse. Propriété privée, conservée à l'état naturel, elle est protégée par une charte signée par la ville de Saint-Sébastien-sur-Loire et le conseil général de la Loire-Atlantique.

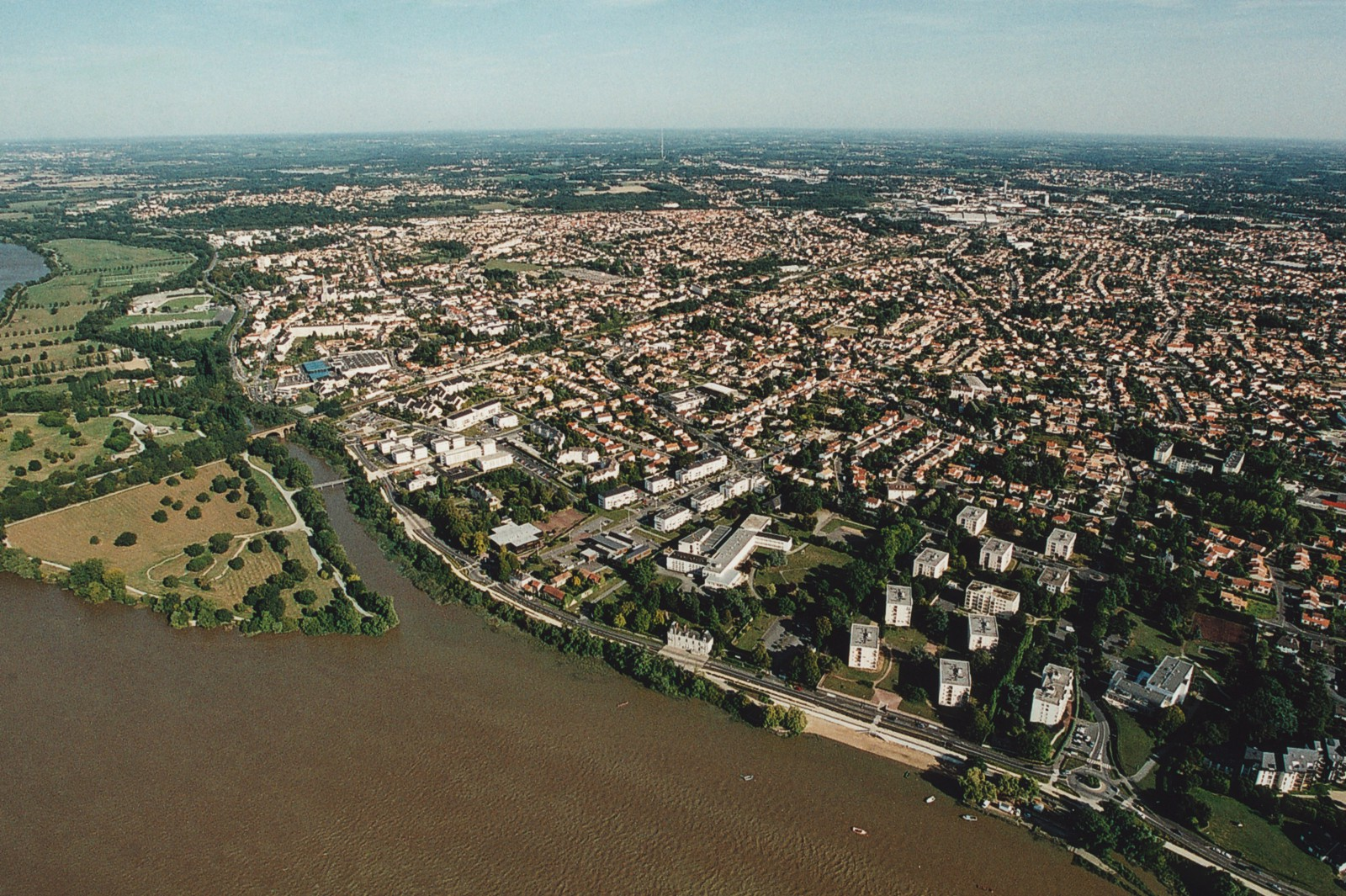
Vue aérienne de Saint-Sébastien-sur-Loire

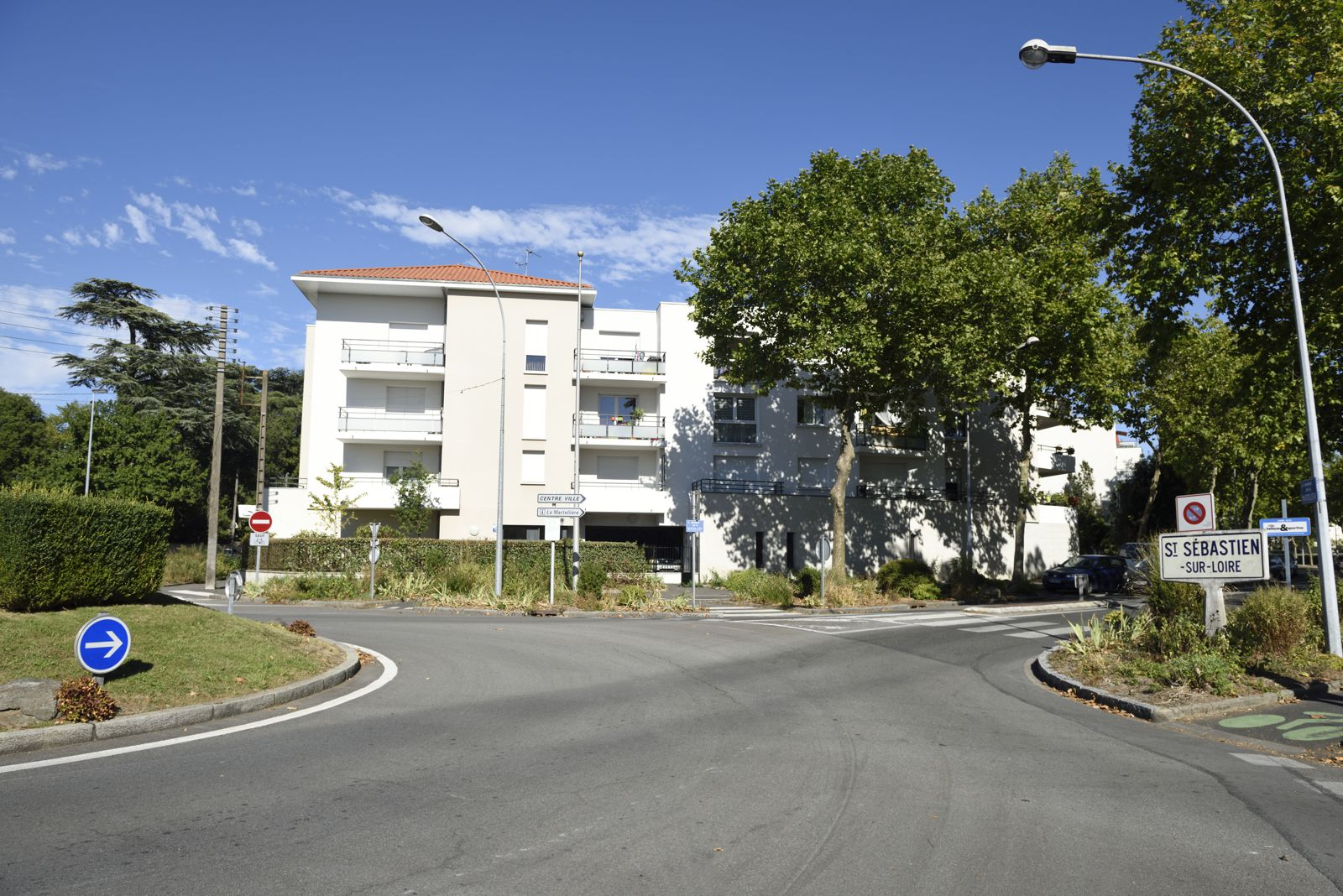
Entrée de ville avenue de la Martellière

- Vue aérienne de Saint-Sébastien-sur-LoireEntrée de ville avenue de la MartellièreLe boulevard des Pas-Enchantés, qui longe les Îles et la Grève, a été aménagé de façon à canaliser la circulation automobile et à améliorer la qualité du paysage : établissement d'un cheminement piétonnier et cyclable, plantation de roseaux.

#### Les quartiers de Saint-Sébastien
- le Bourg
- Portechaise
- la Martellière
- la Métairie
- l'Ouche Quinet
- le Douet
- la Fontaine
- la Profondine
- le Portereau
- les Savarières
- la Patouillère et le Pas Brédy : ces hameaux un peu isolés entre le périphérique nantais et le ruisseau de la Patouillère se trouvent dans le dernier secteur de Saint-Sébastien qui ait une allure rurale (bois, vastes prés pour chevaux, ainsi que les serres et plantations du service municipal des Espaces publics)

## Toponymie
Le village d'Aigne prend le nom du patron de la paroisse et devient Saint-Sébastien-d'Aigne au XVe siècle.

### Dénominations de la commune
Jusqu'en 1789, la paroisse s'appelle Saint Sébastien d'Aigne. Ensuite, le nom usuel de la commune est Saint-Sébastien (Sébastien de 1793 à 1801), jusqu'en 1920 où le nom de Saint-Sébastien-sur-Loire est adopté par la municipalité, après le refus par le ministère des Postes de Saint-Sébastien-lès-Nantes, nom que l'on trouve pourtant fréquemment sur les cartes postales d'avant la Première Guerre mondiale.
Depuis quelques années, la municipalité utilise pour sa communication la dénomination Saint-Sébastien Sud Loire.
Abréviations : SSSL, Saint-Sé, Saint-Séb (cette dernière utilisée localement par les habitants de l'agglomération nantaise pour désigner la commune, est également le nom d'un centre commercial : Saint-Séb'Boulevard et celui d'une des publications municipales, le mensuel Saint-Séb'actu)
En breton le nom de la commune est Sant-Sebastian-an-Enk.

### Aigne
La première mention se rencontre sous la forme latine Engniam dans une charte de 1287 émanant de l'évêque de Nantes et énumérant un certain nombre de paroisses de la région.
L'étymologie rattachant Aigne à Eaux ne paraît pas acceptable car elle repose sur une dérivation Aigne-Aignes-Aigues qui a effectivement amené une traduction en latin Aquis ; mais le terme d'origine Engniam ne paraît pas pouvoir être mis en relation avec Aquis.
Une étymologie envisageable est un mot celte, eginn, hauteur.
Une autre relie Engniam à la localité italienne d'Aniane, lieu d'origine du mouvement bénédictin.

### Toponymie générale
Le caractère anciennement rural de la commune apparaît dans la toponymie : la Métairie (quartier), le Pré, Chantepie (= chante pie : lieu où chante la pie), avec plusieurs toponymes agricoles récurrents : ouche, clos, noue, lande, bois.

### Toponymie de détail
- Portechaise (quartier) : nom que l'on trouve dans des documents anciens sous les formes Portechère, Port des Chaises, en latin Portus cathedrarum ; ce nom correspond à une activité portuaire ancienne (haut Moyen Âge), sans doute sous le contrôle de l'évêque de Nantes (mais on n'a pas de renseignements plus concrets).
- rue de Venise : cette rue qui mène de l'église à la Grève est la première (1739) à recevoir un nom propre, évoquant sans doute les inondations de sa partie basse, fréquentes à l'époque.

## Histoire

### De la Préhistoire au Moyen Âge

#### Évolution générale du territoire
Les premiers occupants s'installent le long de la Loire entre 3 000 et 2 200 ans avant Jésus-Christ. Dans l'Antiquité, le territoire est peuplé par le peuple gaulois mal connu des Ambilâtres, qui occupait la rive sud de la Loire, avec notamment la cité de Ratiatum (Rezé), et qui faisait partie de la fédération des peuples pictons.
Après la conquête romaine, la Loire marque la limite entre la province d'Aquitaine (qui inclut la cité des Pictons) et la province de Lyonnaise (où se trouve celle des Namnètes).
À l'époque des attaques et razzias vikings, le territoire situé sur la rive sud de la Loire participe à la défense du Bas-Poitou sous l'autorité du Comte d'Herbauges.
C'est seulement à partir du milieu du IXe siècle, après les victoires des Bretons, commandés par Nominoë, sur les Francs, que le nord du pays d'Herbauges est rattaché au comté de Nantes et à la Bretagne.
Mais il reste longtemps un enjeu pour les puissances féodales voisines, en particulier les comtes d'Anjou. En 984, Geoffroy Grisegonelle étend son domaine jusqu’à la Sèvre nantaise ; il fortifie ses possessions au sud de Nantes, notamment en construisant une forteresse au Pallet. Ce puissant fort donnait à Geoffroy le contrôle de la vallée de la Sèvre nantaise et des voies d’accès du Poitou au Comté de Nantes. La puissance angevine profita de la construction du donjon du Pallet pour permettre la fondation d'un très important monastère à Vertou. L'influence angevine sur le Sud-Loire nantais se maintiendra jusqu'à la fin du XIIe siècle.
En 851, par le traité d'Angers confirmant la victoire bretonne sur le royaume franc de Charles le Chauve, l'ensemble de la Marche de Bretagne, ainsi que les territoires environnant Nantes, au sud de la Loire, sont incorporés au royaume breton.
Le bref royaume viking de Bretagne du Xe siècle, centré sur Nantes, ne remettra pas en cause ce nouvel arrimage de la commune de Saint-Sébastien. L'expulsion des normands par Alain Barbe-Torte, petit-fils du dernier roi breton, et la transformation de la Bretagne en duché, confirment la fixation de la limite orientale de la Bretagne. L'intégration des Mauges occidentales au Comté de Nantes est définitivement scellé dès le Xe siècle, de même, le rôle politique central de la cité nantaise au sein du Duché est déjà bien établi (Nantes et ses environs étant l'un des rares territoires sous tutelle directe du Duc).

#### Le territoire de Saint-Sébastien
Il était certainement habité, mais pas suffisamment important pour être bien documenté.
La plus ancienne mention concernant l'actuel territoire communal concerne Portechaise. En effet, un acte royal de 1123 confirme les privilèges accordés par des actes du Xe siècle (dont un de 936) à l'évêque de Nantes sur le port de Rezé et le ort des chaises (portus Racciaci et portus cathedrarum).
En ce qui concerne la paroisse, la date de sa création se situe entre deux dates extrêmes :
- 1179 : date d'une bulle pontificale concernant l'abbaye Saint-Jouin de Marnes située près de Thouars en Poitou et lui reconnaissant le contrôle de la paroisse de Saint Jacques de Pirmil ;
- 1287 : date de l'acte épiscopal qui parmi plusieurs paroisses de la région cite Engniam (Aigne) comme relevant de Saint-Jouin, mais plus Saint Jacques, ce qui indique probablement que celle-ci est devenue une dépendance d'Aigne.

La création de la paroisse, dont le saint patron n'est indiqué par aucune source avant le XIVe siècle, date donc de la fin du XIIe siècle ou du début XIIIe siècle.
L'église est bâtie sur les fondations d'une précédente église près du hameau du « Bois-Poitou » (ultérieurement déformé en « Bas-Poitou », nom utilisé actuellement).

### L'époque moderne
Avant la Révolution, la paroisse de Saint Sébastien d'Aigne s'étend jusqu'à la rive de la Sèvre nantaise à l'Ouest et englobe le faubourg de Saint-Jacques et son prieuré ainsi que les îles sur la Loire qui formeront, au XXe siècle, l'île Beaulieu.

#### Le pèlerinage àsaint Sébastien
La paroisse d'Aigne devait déjà être consacrée à Saint Sébastien, mais cela n'apparaît qu'au XVe siècle, lorsqu'elle devient un haut lieu de pèlerinage et prend le nom de Saint-Sébastien d'Aigne. La notoriété de ce pèlerinage est assez grande pour que Rabelais l'évoque dans Gargantua (chapitre 38 de l'édition Juste de 1542). La peur de la peste faisait venir de nombreux pèlerins qui imploraient la protection de Saint Sébastien, qui, selon la Légende dorée, avait sauvé Rome et Pavie de la peste au VIIe siècle.
Chaque année, aux XVIIe et XVIIIe siècles, le 20 janvier, la ville de Nantes organisait un pèlerinage officiel jusqu'à l'église de Saint-Sébastien. Ce pèlerinage prit fin au cours de la Révolution : le Conseil municipal de Nantes du 16 janvier 1793 arrête la suppression de la cérémonie qui se faisait annuellement au lieu-dit Saint Sébastien.

#### Les sources documentaires de l’époque moderne
La documentation devient plus importante à partir du XVIe siècle avec l’apparition des registres d’état-civil (baptêmes, mariages, sépultures) et des documents issus des fonds notariaux. En revanche, il n’existe pas de document d’ensemble avant le recensement de février 1793, effectué dans le cadre de la commune actuelle. Comme les registres d’état-civil de la paroisse de Saint-Sébastien correspondent en gros à la commune actuelle, l’étude de la période des Temps modernes laisse de côté les données de la paroisse Saint-Jacques.
Le plus ancien registre conservé est un registre de baptêmes commençant en 1503 (mélangeant latin et français), mais il y a ensuite des interruptions. Les registres de décès sont disponibles de 1608 à 1668 et en continu à partir de 1673 ; les registres de baptêmes sont disponibles en continu à partir de 1634 et les registres de mariage à partir de 1673.

#### Démographie de l'époque moderne
Cela ne fournit pas de renseignements précis sur la population, puisqu’on ne connaît pas le nombre de familles (« dénombrement des feux » qui peut exister ailleurs). On doit donc l’évaluer à partir des naissances en admettant un taux de natalité de 30 à 40 %.
- 1520-1530 : 17 baptêmes par an :  425 à  565 habitants.
- 1640-1650 : 62 baptêmes par an : 1 550 à 2 000 habitants.
- Vers 1750 : 56 baptêmes par an : 1 400 à 1 900 habitants.

On peut estimer qu’en fait, à la veille de la Révolution, la population de l’actuel territoire communal ne dépassait pas 1 800 habitants.
La différence considérable entre le XVIe et le XVIIe siècle n’est pas expliquée (trois causes possibles : immigration (mais aucun document n'évoque un tel phénomène), mais aussi : mauvaise tenue de l’état-civil au XVIe siècle ou changement dans la délimitation).

#### Le recensement de 1793
Réalisé en février 1793, à la veille de l'insurrection vendéenne, il fournit une vue d’ensemble qui permet de mieux situer les données démographiques antérieures.
En février 1793, sont dénombrés 1 603 habitants formant 385 familles (dans le sens : personnes vivant sous le même toit ; actuellement, l'Insee utilise le mot « ménage »).
La commune comprend 30 agglomérations, dont les plus importantes sont :
- le Douet : 208 habitants
- le Bourg : 152
- le Portereau : 130
- Portechaise : 124
- la Métairie : 98.

Sur les 385 familles, 340 sont des familles paysannes. Les 45 autres familles vivent principalement dans le bourg et à Portechaise : neuf bourgeois (négociants nantais), cinq rentiers, six fariniers, trois charpentiers, trois tisserands, trois bateliers, deux maçons (pour le reste : 14 corps de métier chacun représenté par une famille, dont le curé, le sacristain et une maîtresse d’école).

### La Révolution et l'Empire
Pendant la Révolution française, la majorité des habitants de Saint-Sébastien manifeste des réticences vis-à-vis du nouveau régime et est hostile à la République, prenant part à la rébellion vendéenne en 1793.

#### Le début de la Révolution
L'assemblée des habitants en vue de la réunion des États généraux a lieu le 5 avril 1789 : elle élit 8 délégués pour l'assemblée électorale de la sénéchaussée de Nantes et adopte un cahier de doléances classique. En décembre 1789, le nouveau découpage administratif intègre la commune nouvellement créée au district de Nantes et en fait le chef-lieu du troisième canton, qu'elle forme avec Basse-Goulaine.

#### La détermination des limites communales
Un point qu'il faut clairement établir est que la délimitation de la commune de Saint-Sébastien par rapport à celle de Nantes ne date ni de 1797, ni de 1801, mais de 1790.
Lorsque la commune est créée, lui sont attribués les territoires des paroisses de Saint-Sébastien et de Saint-Jacques. Cela signifie pour Nantes la perte de tout contrôle administratif sur le secteur des îles et du pont de Pirmil. La municipalité de Nantes va donc tout faire pour obtenir le rattachement du territoire de Saint-Jacques. Elle présente une requête en ce sens dès le mois de décembre 1789.
À Saint-Sébastien, les premières élections municipales ont lieu le 23 mars 1790, dans le cadre de la commune étendue : François Lyrot est massivement choisi par les électeurs ruraux de Saint-Sébastien, tandis que Jean-Jacques Fleuranceau, négociant, est tout aussi massivement choisi par les électeurs urbains de Saint-Jacques. À partir de là, Nantes considère que le secteur Saint-Jacques fait partie de Nantes.
Cependant, la commune de Saint-Sébastien présente un recours devant l'assemblée du district (l'équivalent de l'arrondissement actuel) de Nantes, donnant l'occasion à toutes les parties concernées (Saint-Sébastien, Nantes, le département) de présenter leurs arguments. En août 1790, l'assemblée du district donne raison à la municipalité de Nantes et lui accorde les quartiers Saint-Jacques, Dos d'âne et Vertais. Saint-Sébastien ne fait pas appel de cette décision.
Conséquence religieuse : en mai 1791, dans le cadre du système de la constitution civile du clergé, la paroisse de Saint-Jacques devient autonome et cesse d'être une dépendance de Saint-Sébastien. Cette situation religieuse sera entérinée en 1801 par le pape, qui n'avait pas reconnu la constitution civile du clergé. Mais il doit être clair que ce n'est absolument pas le pape qui a permis que Nantes s'étende au sud de la Loire.

#### La question religieuse
La rédaction qui suit est issue de l'ouvrage Du village à la cité-jardin, page 93-94. De cet ouvrage sont tirées des citations qui explicitent le point de vue développé par la municipalité nantaise dans cette affaire (disponibles dans la page Histoire de Nantes).
Le comportement de Nantes et des autorités sur la question territoriale a pu être mal ressenti à Saint-Sébastien. Mais l'instauration de la constitution civile du clergé en 1790-91 est un motif de rupture beaucoup plus important. Les deux prêtres desservants de Saint-Sébastien, Thomas Gergaud, curé (et procureur de la commune) et son vicaire Jean-Baptiste Blanchet, sont réfractaires au serment constitutionnel et révoqués en mai 1791 ; ils quittent la commune le 26. Le 29 a lieu l'arrivée du curé constitutionnel, Jean-Baptiste Desaux, sous la protection de cent gardes nationaux nantais : la population lui est clairement hostile dès le départ.

#### L'insurrection vendéenne
À Saint-Sébastien, la rébellion prend corps les 11 et 12 mars 1793, après l'annonce de la convocation de douze jeunes hommes pour l'armée ; le soir du 12, les insurgés contrôlent la commune, et, après le curé Desaux, 62 familles se réfugient à Nantes (quelques autres les rejoindront ensuite). François Lyrot accepte, après quelques hésitations, de prendre un commandement dans l'armée insurgée.
Après l'échec de l'assaut vendéen contre Nantes (juillet 1793), les troupes républicaines reprennent le contrôle de Saint-Sébastien en novembre. Mais la politique des colonnes infernales maintient l'état de guerre pendant une longue période ; la commune subit le passage d'une colonne en avril 1794. La situation se détend après Thermidor, en particulier avec le traité de la Jaunaie conclu entre Hoche et Charette en février 1795. Mais la rébellion reprend partiellement ; il faut attendre l'arrestation de Charette et de Stofflet au début de 1796 pour que l'ordre revienne à peu près ; et c'est seulement au début de 1797 que sont rétablies les municipalités de Saint-Sébastien (officiellement nommé Sébastien pour quelques années) et de Basse-Goulaine. L'état-civil de Saint-Sébastien, dont la tenue s'était arrêtée le 11 mars 1793, reprend le 12 mars 1797. En ce qui concerne la vie religieuse, il faut attendre le Concordat de 1801 qui permet le rétablissement du culte. En 1803, l'ancien vicaire réfractaire, Jean-Baptiste Blanchet, devient curé de Saint-Sébastien. Une plaque explicative est affichée au manoir de la petite Jaunaie.

### LeXIXesiècle

#### La vie religieuse
Cette période est marquée par la personnalité des quatre curés plutôt traditionalistes qui se succèdent de 1803 à 1879 : Blanchet, Le Gal, Verhoeven et Picaud. Durant cette période, on peut signaler le transfert du cimetière en 1834 et la reconstruction de l'église de 1868 à 1875. Fin XIXe et début  XXe siècle a lieu une certaine modernisation avec la création des sociétés d'obédience catholique : société de musique, société de gymnastique (La Cambronnaise).

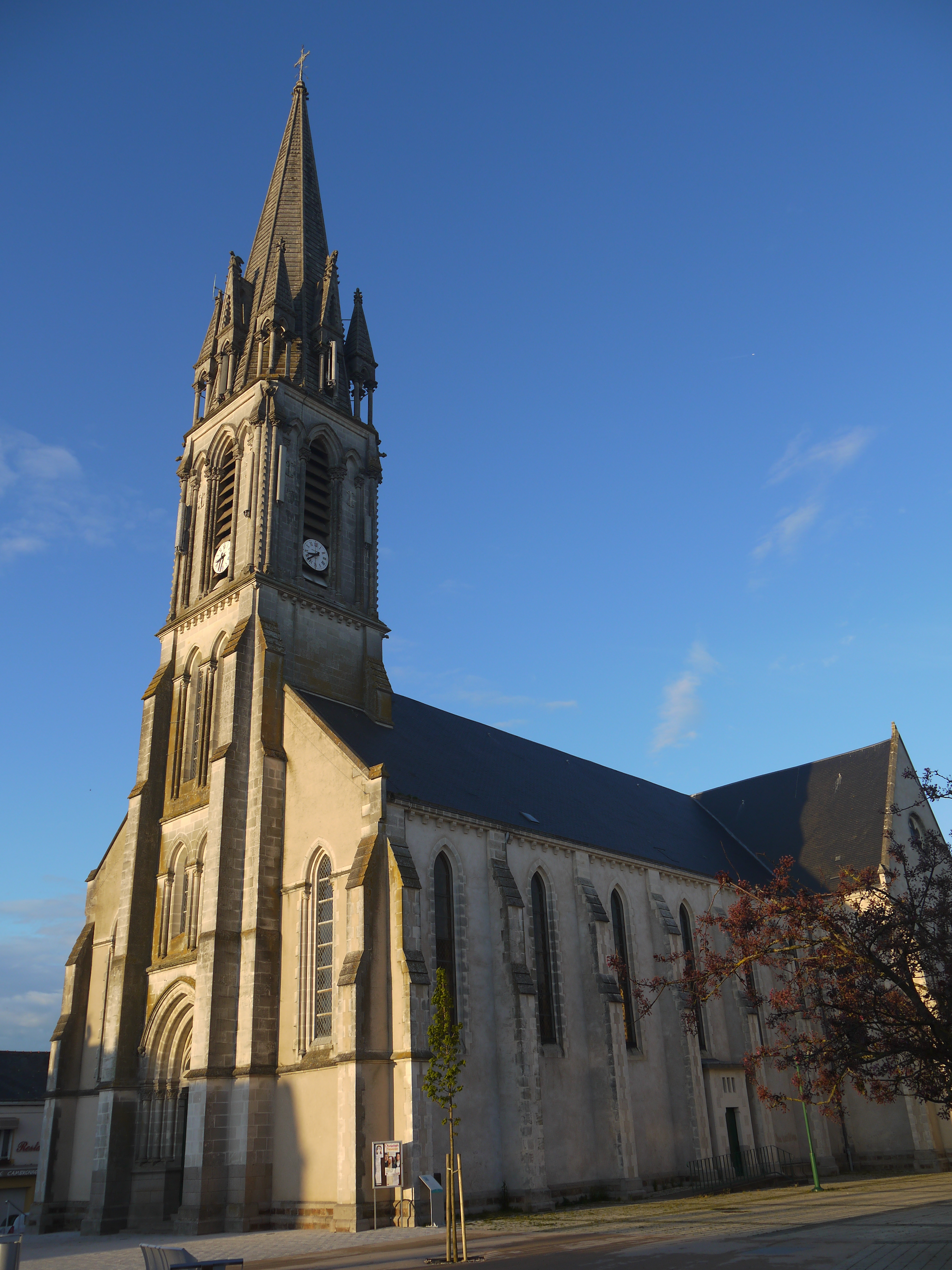
L'église Saint-Sébastien
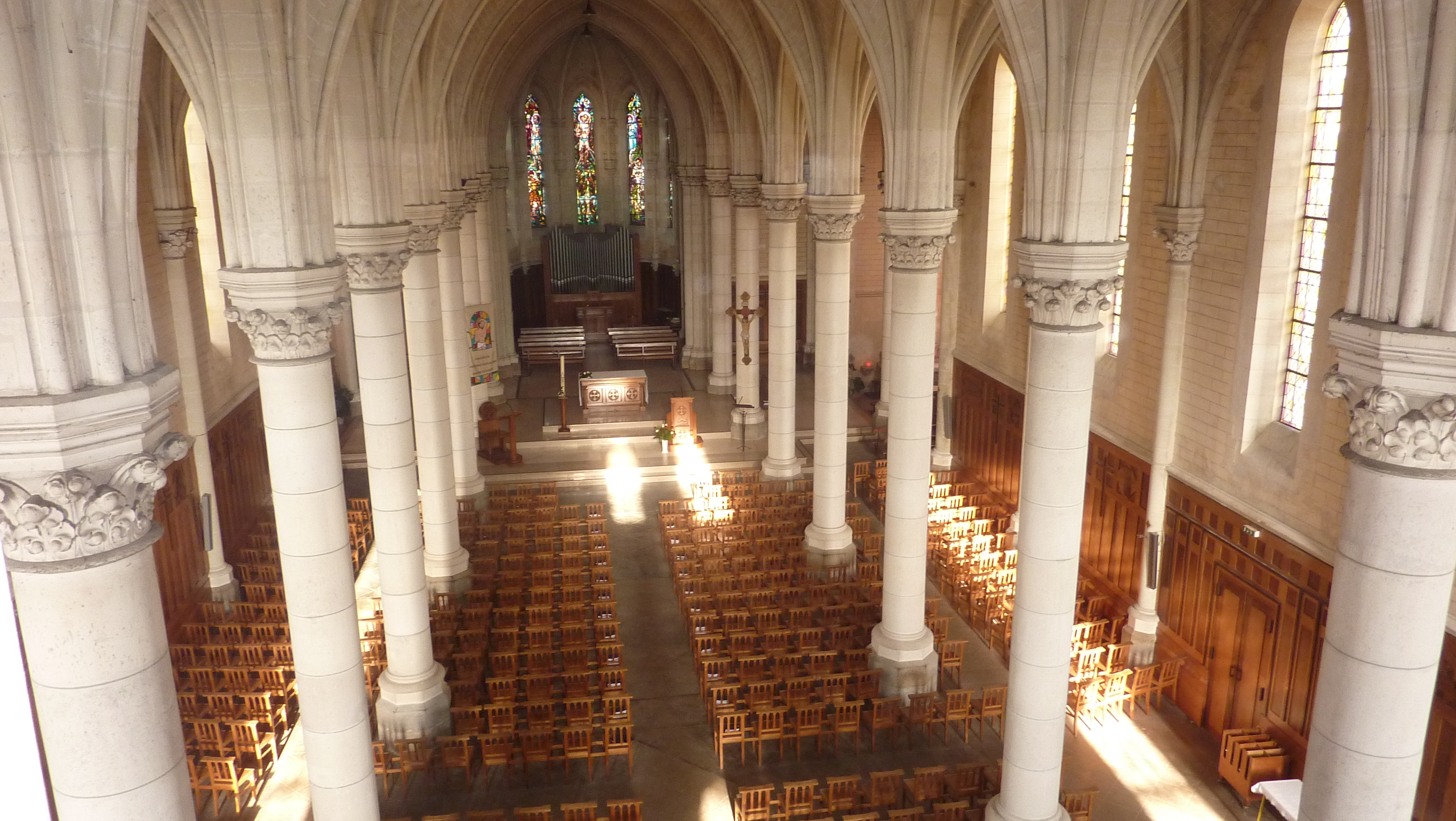
La nef de l'église Saint-Sébastien
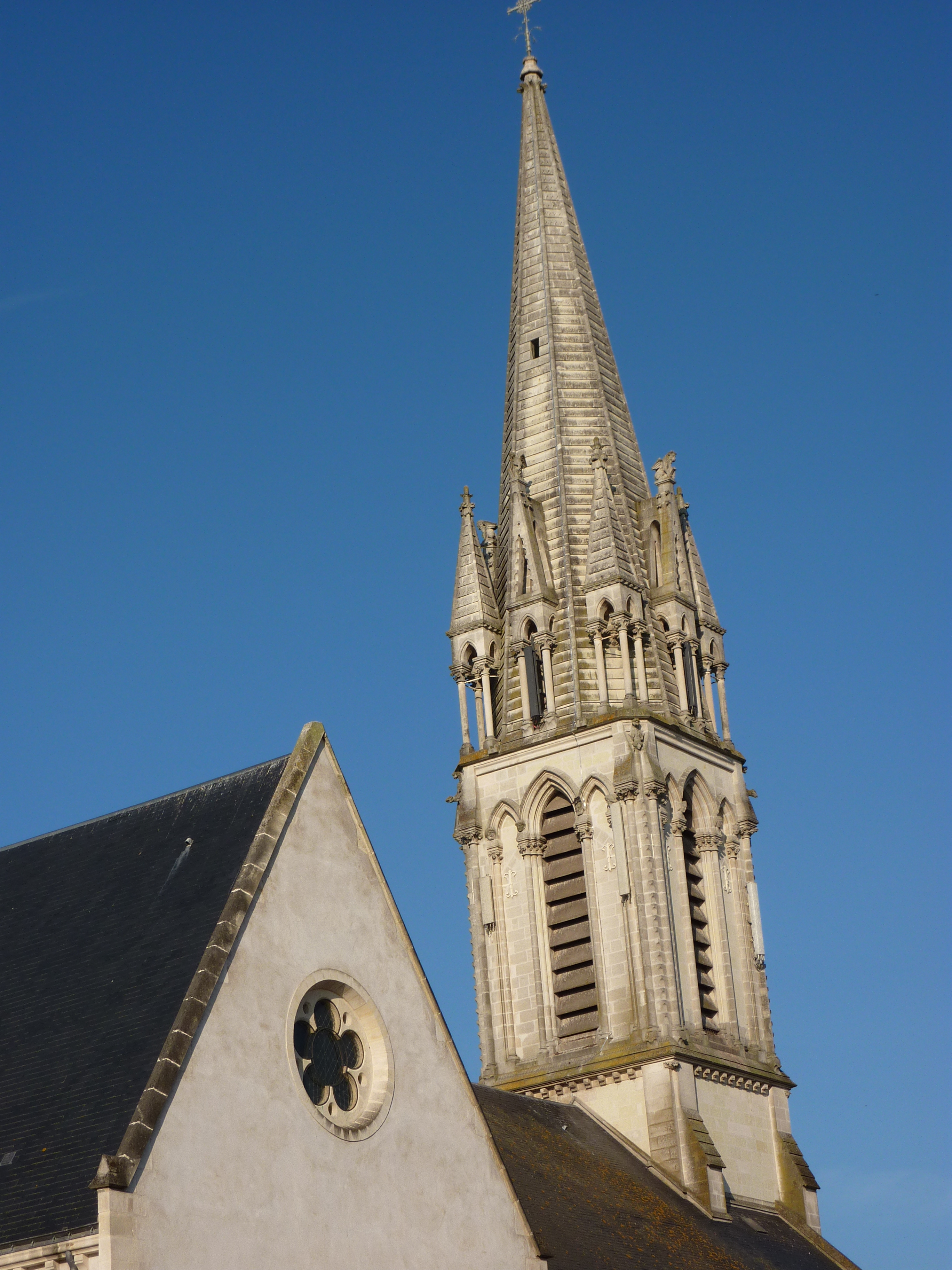
Le clocher de l'église

#### Les écoles
Il n'y a pas d'école à Saint-Sébastien (dans les limites actuelles) avant 1820. Les écoles se situaient à Saint-Jacques (prieuré) ou à Nantes. L'alphabétisation paraît assez faible au début du XIXe siècle. La première école créée est une école (privée) de filles ; une école de garçons apparaît seulement en 1832, mais elle devient école communale dès 1834 : l'instituteur reçoit un traitement annuel et doit accueillir des élèves de familles dispensées de paiement. En 1845 est construite la première mairie-école (face à l'église, dans l'actuelle rue du Général Duez). L'école communale de filles est établie durant le Second Empire, mais elle occupera longtemps des bâtiments de location, notamment rue (actuelle) Mérot du Barré, alors même qu'en 1910 est construite une seconde mairie-école (ancienne mairie) à laquelle l'école de filles sera ajoutée seulement dans l'entre-deux-guerres.

#### L'évolution économique
Saint-Sébastien reste une commune rurale et agricole jusqu'aux années 1920. Au cours du XIXe siècle, les productions traditionnelles (vin et blé) reculent tandis que la culture des légumes (alors appelée jardinage ; le terme maraîchage apparaît après 1900) se développe à partir des années 1830, et surtout des années 1860, notamment les petits pois et les carottes. L'établissement dès 1856 de l'usine Cassegrain (encore existante) au Frêne Rond montre l'importance de la commune dans ce secteur. À partir de 1870, les jardiniers utilisent massivement les châssis ; et à la fin du siècle, apparaissent les mouilleurs, châteaux d'eau privés (un exemplaire est visible rue de la Galtière), qui permettent d'arroser plus facilement. Au début du XXe siècle apparaît la culture du muguet qui va prendre une énorme importance dans les décennies suivantes.

#### La modernisation du cadre de vie

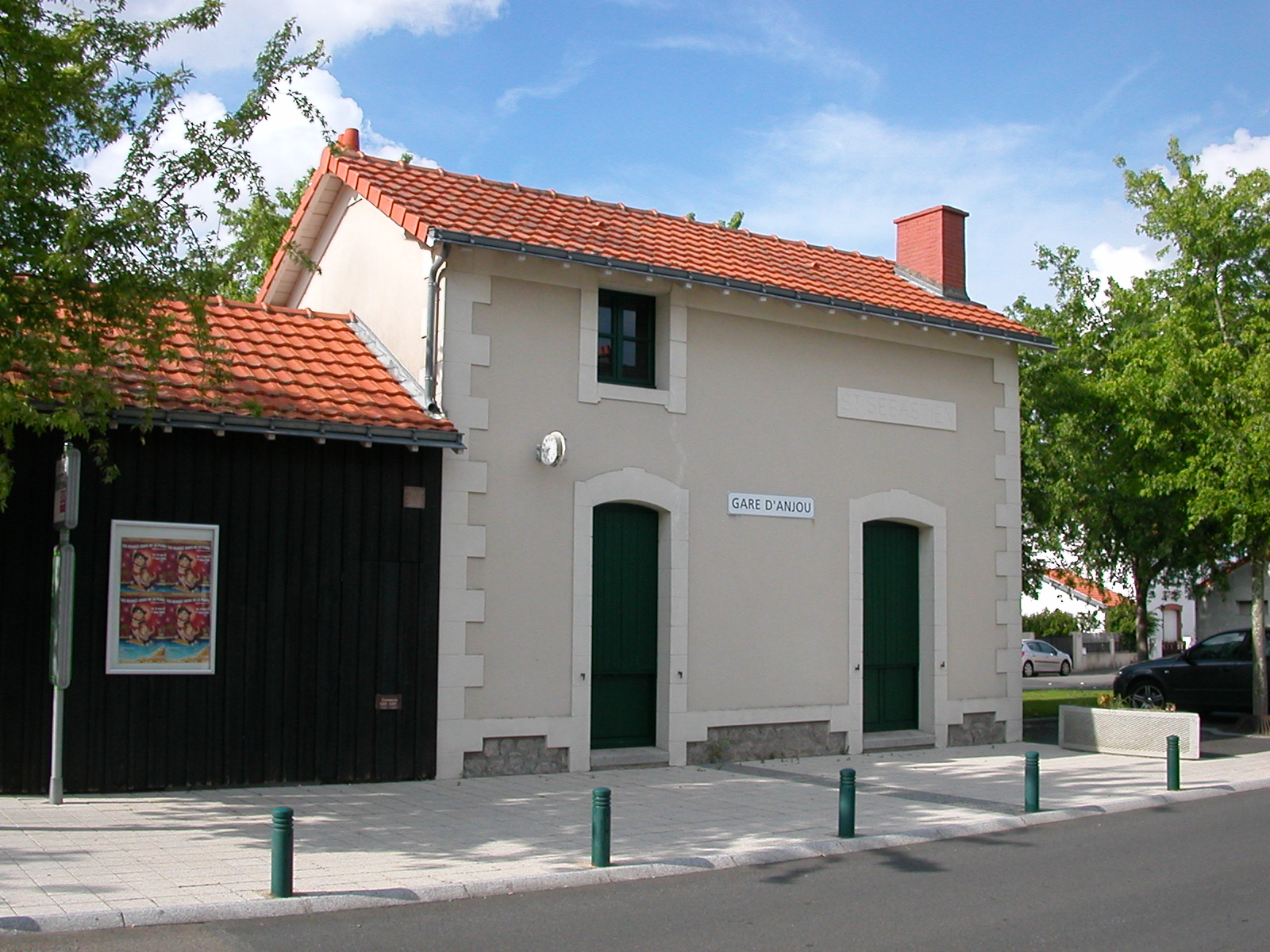
Ancienne gare des Chemins de fer du Petit Anjou.

À partir de 1866, la commune est traversée par la ligne de chemin de fer Nantes-La Roche-sur-Yon (ultérieurement reliée à La Rochelle puis Bordeaux), mais ne bénéficie d'aucun arrêt malgré des demandes réitérées. La gare la plus proche est alors celle de Vertou. 
En revanche, lorsqu'une ligne à voie métrique du Petit Anjou est construite en 1899 entre Nantes et Cholet (via Beaupréau), Saint-Sébastien a droit à un arrêt (le bâtiment encore existant, rue Jean-Macé, sera construit seulement en 1924 au frais de la commune). La ligne fonctionne jusqu'en 1947.

### LeXXesiècle

#### La Première Guerre mondiale
Au cours de cette guerre, 83 des 403 mobilisés de Saint-Sébastien trouvent la mort.
Dès 1914, la commune accueille un assez grand nombre de réfugiés de Belgique et du nord de la France.
D'octobre 1918 à juillet 1919, 2 300 soldats américains en attente de départ sont hébergés à Saint-Sébastien.

#### La Seconde Guerre mondiale
L'armée allemande est à Saint-Sébastien le 18 juin 1940. Le 21 juin, un avion français de reconnaissance venu de Jonzac (Charente) est abattu au-dessus de la commune par la DCA de Saint-Jacques ; les trois aviateurs périssent : le sergent Thierry et les lieutenants Augé et Marty.
Le 7 juin 1944, la ville est bombardée par l'aviation alliée. Les dégâts sont importants dans le Bourg et les victimes sont nombreuses. La ville est libérée en août 1944.

#### L'urbanisation d'après-guerre
Après la guerre, Saint-Sébastien connaît un processus d'urbanisation assez rapide, qui fait disparaître l'activité agricole. Le dernier clos de vigne est détruit lors de la construction du collège des Savarières en 1967-68 ; la polyculture s'achève en 1998. Mais surtout, l'activité maraîchère prend fin en 1993 : la ville est progressivement devenue à partir des années 1970 une banlieue pavillonnaire, la cité-jardin. Les maraîchers partent s'installer au sud vers Saint-Philbert-de-Grand-Lieu ou à l'est vers Saint-Julien-de-Concelles.
Parmi les opérations d'urbanisme, on peut signaler la construction de la cité des Castors à la Profondine au début des années 1950, fondée sur la participation des futurs propriétaires aux travaux de construction ; l'inauguration a lieu en 1956.
À la même époque, la commune supervise avec un organisme HLM la construction d'une petite cité au lieu-dit La Malnoue. Durant les décennies suivantes, les logements collectifs restent rares. À partir des années 1980, en revanche, on assiste à de nombreuses opérations de constructions d'immeubles, principalement dans et près du Bourg.

#### Les écoles et collèges
Le groupe scolaire du Douet, projeté en 1937, est réalisé après la Seconde Guerre mondiale. En 1957 est créé le troisième groupe scolaire, celui de la Profondine. Celui de la Martellière date des années 1970.
À partir des années 1950, un CEG fonctionne dans les locaux de l'école du Bourg. Il assure un enseignement secondaire court, sans latin. L'enseignement secondaire long est assuré par les lycées de Nantes. En 1968 est créé le CES des Savarières (Collège des Îles de Loire depuis quelques années), suivi en 1972 du CES de l'Ouche Quinet (Collège René Bernier depuis 1988). Pour les classes au-delà de la 3e, les élèves de Saint-Sébastien vont principalement au lycée des Bourdonnières (Nantes sud), proche du Douet, et au lycée La Herdrie (Basse-Goulaine) créé au début des années 1990.
Le CET, maintenant lycée professionnel des Savarières, a été créé dans les années 1970.

## Politique et administration

### Liste des maires
Depuis 1945, huit maires se sont succédé :
| Période           | Période           | Identité                              | Étiquette            | Qualité |
| ----------------- | ----------------- | ------------------------------------- | -------------------- | --- |
| 19 mai 1945       | 25 octobre 1947   | Aimée Verbe                           | FN/SFIO              | Première femme maire de la commune et l'une des premières de France                                                                                               |
| 25 octobre 1947   | 11 mai 1953       | Constant Piveteau                     | URD puis DVD         | Employé SNCF retraité Conseiller général de Nantes-IV (1945 → 1958)                                                                                               |
| 11 mai 1953       | 18 mars 1983      | Marcellin Verbe                       | UDSR puis DVG        | Médecin Conseiller général de Nantes-IV (1958 → 1964) Conseiller général de Nantes-X (1973 → 1982)                                                                |
| 18 mars 1983      | 13 septembre 1991 | Yves Laurent                          | PS                   | Chargé de mission auprès du ministre de la Ville Conseiller général de Nantes-X (1988 → 1991) Suppléant du député Jacques Floch (1998 → 1991) Décédé en fonction, |
| 27 septembre 1991 | 24 octobre 1991   | Michel Caudal                         | PS                   | Premier adjoint du précédent, maire par intérim |
| 24 octobre 1991   | 19 juin 1995      | Martine Laurent (épouse du précédent) | DVG puis PS          | Enseignante Conseillère générale de Nantes-X (1991 → 1996) Élue lors de l'élection municipale partielle du 20 octobre 1991                                        |
| 19 juin 1995      | 9 octobre 2017    | Joël Guerriau                         | UDF puis NC puis UDI | Cadre bancaire Sénateur de la Loire-Atlantique (2011 → ) Conseiller général de Nantes-X (1996 → 2011) Démissionnaire à la suite de sa réélection comme sénateur   |
| 9 octobre 2017    | 6 mai 2025        | Laurent Turquois                      | UDI                  | Cadre supérieur Conseiller départemental de Saint-Sébastien-sur-Loire (2015 → ) Réélu pour le mandat 2020-2026 Démissionnaire                                     |
| 6 mai 2025        | En cours          | Thomas Boucher                        | DVD                  | Fonctionnaire d'État Adjoint au maire (2008 → 2020) Premier adjoint au maire (2020 → 2025)                                                                        |

### Le «Conseil jeunes»
Le Conseil jeunes, créé fin 1997 début 1998, est composé aujourd'hui de vingt jeunes collégiens, lycéens, étudiants de 15 à 21 ans. C'est une instance citoyenne qui permet aux jeunes de réfléchir sur leur place au sein de la ville, d'échanger avec la municipalité mais surtout de proposer et mettre en œuvre des projets. Au cours de ces dernières années, le Conseil jeunes a organisé des tournois sportifs, des concerts, des soirées à thèmes et des actions à caractère caritatif (voir ci-dessous). Les travaux du Conseil jeunes reposent sur le volontariat et le bénévolat de ses membres. Il reste largement ouvert à la participation d'autres jeunes Sébastiennais.
Au cours des années, ils ont lancé ou accompagné les projets et événements suivants :
- concours international de créations fenêtre ouverte sur ma ville ;
- concert Les rockeurs ont du cœur, au profit de l'enfance défavorisée ;
- rassemblement de conseillers pour le salon Ram Dam à l'ouest ;
- participation aux événements sébastiennais : festival des arts de la rue, manifestations culturelles à l'Embarcadère, rendez-vous des aînés, Saint Seb' System ;
- échanges dans le cadre de l'association nationale des conseils d'enfants et de jeunes ;
- organisation d'un concert à l'Escall pour leurs 10 ans.

Ils mènent aussi des actions de promotions du conseil et réalisent le journal Tilt !

### Jumelages et coopération décentralisée
- Glinde (Allemagne) depuis 1964
- Porthcawl (Pays de Galles)
- Kaposvár (Hongrie)
- Kati (Mali)
- Cernavodă (Roumanie)

## Population et société

### Démographie

#### Évolution démographique
L'évolution du nombre d'habitants est connue à travers les recensements de la population effectués dans la commune depuis 1793. Pour les communes de plus de 10 000 habitants les recensements ont lieu chaque année à la suite d'une enquête par sondage auprès d'un échantillon d'adresses représentant 8 % de leurs logements, contrairement aux autres communes qui ont un recensement réel tous les cinq ans,.

En 2022, la commune comptait 28 373 habitants, en évolution de +5,59 % par rapport à 2016 (Loire-Atlantique : +6,68 %, France hors Mayotte : +2,11 %).
| 1793  | 1800  | 1806  | 1821  | 1831  | 1836  | 1841  | 1846  | 1851  |
| ----- | ----- | ----- | ----- | ----- | ----- | ----- | ----- | ----- |
| 2 507 | 1 353 | 1 377 | 1 573 | 1 605 | 1 767 | 1 886 | 1 985 | 2 016 |

| 1856  | 1861  | 1866  | 1872  | 1876  | 1881  | 1886  | 1891  | 1896  |
| ----- | ----- | ----- | ----- | ----- | ----- | ----- | ----- | ----- |
| 1 976 | 2 066 | 2 349 | 2 260 | 2 340 | 2 315 | 2 419 | 2 440 | 2 497 |

| 1901  | 1906  | 1911  | 1921  | 1926  | 1931  | 1936  | 1946  | 1954  |
| ----- | ----- | ----- | ----- | ----- | ----- | ----- | ----- | ----- |
| 2 498 | 2 610 | 2 740 | 3 096 | 3 584 | 4 534 | 5 113 | 6 637 | 8 427 |

| 1962   | 1968   | 1975   | 1982   | 1990   | 1999   | 2006   | 2011   | 2016   |
| ------ | ------ | ------ | ------ | ------ | ------ | ------ | ------ | ------ |
| 11 830 | 14 159 | 17 326 | 17 825 | 22 202 | 25 223 | 24 508 | 25 293 | 26 872 |

| 2021   | 2022   | - | - | - | - | - | - | - |
| ------ | ------ | - | - | - | - | - | - | - |
| 28 283 | 28 373 | - | - | - | - | - | - | - |

#### Pyramide des âges
La population de la commune est relativement jeune.
En 2018, le taux de personnes d'un âge inférieur à 30 ans s'élève à 35,3 %, soit en dessous de la moyenne départementale (37,3 %). À l'inverse, le taux de personnes d'âge supérieur à 60 ans est de 26,0 % la même année, alors qu'il est de 23,8 % au niveau départemental.
En 2018, la commune comptait 12 970 hommes pour 14 413 femmes, soit un taux de 52,63 % de femmes, légèrement supérieur au taux départemental (51,42 %).
Les pyramides des âges de la commune et du département s'établissent comme suit.
| Hommes | Classe d’âge | Femmes |
| ------ | ------------ | ------ |
| 0,8    | 90 ou +      | 2,1    |
| 6,9    | 75-89 ans    | 10,1   |
| 14,9   | 60-74 ans    | 17,0   |
| 20,0   | 45-59 ans    | 19,6   |
| 19,3   | 30-44 ans    | 18,5   |
| 19,7   | 15-29 ans    | 17,5   |
| 18,5   | 0-14 ans     | 15,4   |

| Hommes | Classe d’âge | Femmes |
| ------ | ------------ | ------ |
| 0,6    | 90 ou +      | 1,8    |
| 6      | 75-89 ans    | 8,6    |
| 15,1   | 60-74 ans    | 16,4   |
| 19,4   | 45-59 ans    | 18,8   |
| 20,1   | 30-44 ans    | 19,3   |
| 19,2   | 15-29 ans    | 17,4   |
| 19,5   | 0-14 ans     | 17,6   |

### Enseignement
Enseignement technique et professionnel
- École de masso-kinésithérapie de Nantes (la Métairie, rue de la Baugerie)
- école de pédicurie-podologie de Nantes (la Métairie, rue de la Baugerie)
- Lycées professionnel, général et technologique St Joseph et St Pierre de la Joliverie (privés)  (route de Clisson)
- Lycée professionnel des Savarières (avenue de Glinde) : en particulier la section Horlogerie
- Lycée professionnel de la Baugerie (privé) (rue de la Baugerie) : en particulier la formation  le textile et la mode
- Formation compagnonnique des métiers du bâtiment, centre de Nantes (le Portereau, rue de la Pyramide)

### Manifestations culturelles et festivités

#### Manifestations culturelles
La commune est, au même titre que sa voisine Nantes, une ville très active en matière de culture.
Chaque année, la programmation culturelle propose des spectacles pour tous, mêlant arts plastiques, peintures, dessins, photographies, sculptures, expositions historiques et patrimoniales, mais aussi pièces de théâtre, concerts, danses, chants, cinéma et spectacles de rue :
- Le salon Chloroph'Îles consacré à l'art de cultiver son jardin (chaque année, le dernier week-end d'avril sur les îles de Loire).
- Sortez, jouez, chantez, dansez ! manifestation consacrée à la musique et à la chanson sous toutes leurs formes le samedi le plus proche du 21 juin (fête de la musique).
- Sportissimo, grand rassemblement des associations sportives de la commune, le premier samedi de septembre, afin de faire connaître les disciplines pratiquées et les proposer à un large public.
- Un marché de Noël est organisé le premier samedi de décembre. Le même jour ont lieu la « fête des enfants » et les illuminations de Noël de la ville.
- La station nuage une guinguette spectacle faisant partie du Voyage à Nantes et permettant au public des activités tout l'été[45].

### Sports
Saint-Sébastien-sur-Loire est la ville la plus sportive des Pays de la Loire depuis 2000. La commune compte de nombreux terrains de sport, dont un terrain synthétique, et a reçu en 2011 de la part du Moniteur le titre de « Ville Ludique et Sportive ».

#### Handball
Le club de Saint Sébastien Sud Loire Handball.
Club mixte avec pour équipe fanion l'équipe féminine de Nationale 1.
Développer et promouvoir le handball sous toutes ses formes, de la pratique sportive aux organisations d'événements, de stages, de formations.

#### Rugby
Le Rugby Club de St Sébastien/Basse-Goulaine (RCSSBG) évolue en Fédérale 3 (équivalent de la 5e division nationale) . Il est composé d'une école de rugby (à partir de 6 ans) et de toutes les équipes classiques jusqu'aux seniors. L'équipe des vétérans du club (LES FROGS) comporte environ 35 membres et se déplace dans tout l'ouest de la France et à l'étranger pour des rencontres amicales et festives. Il existe depuis la saison 2013/2014 une troisième équipe Seniors engagée en 4e et 3e série. Le club compte également une équipe de rugby à V, ou "Five", s'entrainant deux fois par semaine et réalisant plusieurs tournois par an (7 en 2023/2024).

#### Football
Le club local est le Saint-Sébastien-sur-Loire Football Club, né en 2017 de la fusion de La Profondine, fondée en 1959, de Saint-Sébastien entreprise et du Groupement sportif de Saint-Sébastien, fondé en 1945. Le GS Saint-Sébastien a disputé quatre saisons en Division 4 de 1986 à 1990, une saison en Nationale 3 en 1995-1996 puis une saison en CFA 2 en 1997-1998. Le meilleur résultat du club en Coupe de France est un 32e de finale en 1985-1986, perdu contre l'Angers SCO.

#### Rink hockey
Le club de Rink hockey de la ville s'appelle l'Amicale Laïque Saint-Sébastien Rink-hockey.

## Économie

### Les activités économiques
Localisation des activités
- la zone commerciale du Centre-Ville
- la zone commerciale Saint-Séb'Boulevard[51]
- la zone commerciale de la Martellière
- la zone commerciale de la Fontaine
- la zone commerciale du Douet
- la zone commerciale du Lion d'Or
- la zone commerciale du Laurier Fleury
- la zone de loisirs Saint Seb' Loisirs
- la zone d'activités tertiaires des Grésillères
- la zone d'activités tertiaires de la Gibraye

Entreprises industrielles historiques
- Cassegrain (route de Clisson) : l'usine du Frêne Rond a été créée en 1868.
- Storopack au Portereau (55, rue de la Noé Cottée) : cette usine d'emballage a été créée en 1957 par la Coopérative des Maraîchers Nantais, pour fabriquer des cageots. La production est diversifiée ; l'usine actuelle[52] appartient au groupe allemand Storopack (filiale : Storopack France S.A.S Division Molding, qui a aussi des unités de production à Anetz (Loire-Atlantique), et Pont-l'Abbé (Finistère).).
- COVI PCA (341, route de Clisson) : conserves et plats préparés de viande ; cette entreprise occupe depuis les années 1990 les bâtiments de l'ancienne usine Cassegrain.
- imprimerie de la Métairie.

Entreprises de services
- Hypermarché Auchan
- Hypermarché Super U
- Supermarché Intermarché
- Complexe cinématographique Cinéville
- Salle de spectacle municipale L'Embarcadère
- Centre technique de la Ligue de l'Atlantique de Football (Boulevard des Pas Enchantés)

### Cultes
- Église Saint-Sébastien, dépendant du diocèse de Nantes

## Culture locale et patrimoine

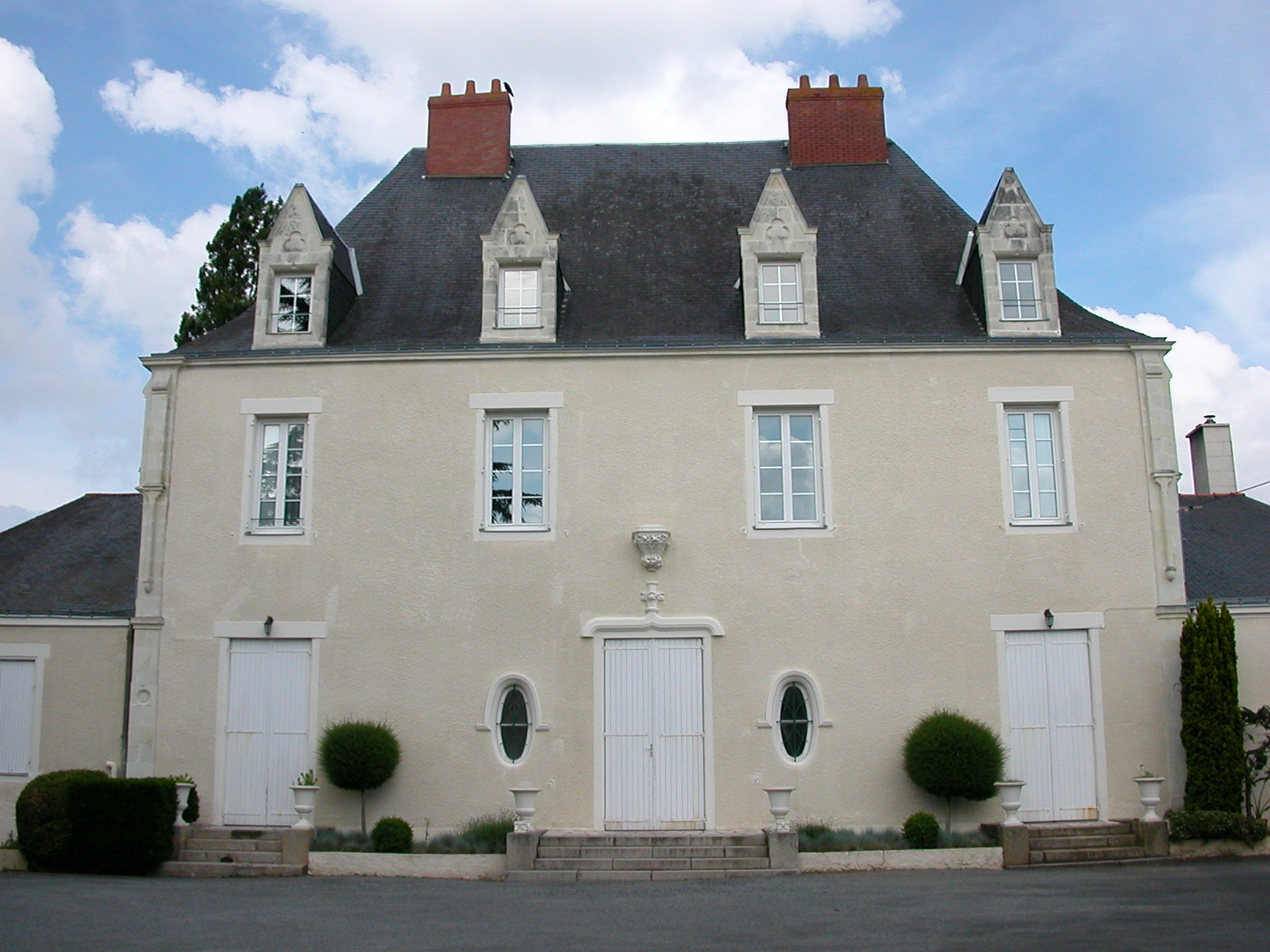
Le manoir de la Grande Jaunaie.

### Lieux et monuments

#### Demeures et châteaux
Depuis le XVe siècle, mais surtout depuis le XVIIe siècle, des demeures nobles ou bourgeoises ont été construites en assez grand nombre à Saint-Sébastien (dans les anciennes limites paroissiales), quelques-unes isolées, mais beaucoup dans des sites privilégiés. Certaines ont disparu, mais ont généralement laissé des traces.
- le long de la Loire, Côte Saint-Sébastien et boulevard des Pas Enchantés, d'ouest en est :
  - la Closille (Nantes) ;
  - le Clos-sur-l'Eau (disparu), construit au XVIIIe siècle pour lui-même par l'architecte nantais Pierre Rousseau, a été détruit en 1971 pour laisser place à un immeuble homonyme et aux immeubles du Clos Royal ; résidence au XIXe siècle des familles protestantes Favre et Petitpierre, elle comportait un cimetière protestant encore existant ;
  - le manoir des Rochers (disparu). Lieu actuel d'une maison de retraite ;
  - le château de la Baugerie, où a résidé Pierre Cambronne à la fin de sa vie. Actuellement[Quand ?], partie du lycée professionnel de la Baugerie ;
  - le manoir de la Tullaye, autrefois propriété de la famille Cambronne ; actuellement bâtiment communal ;
  - la folie de la Gibraye, construit en 1763, peut-être par Ceineray, pour Jean-Baptiste Mérot. Actuellement[Quand ?] : résidence privée ;
  - le manoir de la Malabry, du XVe siècle, la plus ancienne bâtisse de Saint-Sébastien ;
  - le manoir de la Cour Neuve : il est constitué d'un relais de chasse du XVIIe siècle, prolongé par un bâtiment à deux tours du XIXe siècle (actuellement résidence privée). À côté du manoir se trouvait une ferme (rue du Génetay) qui a été restaurée (actuellement chambres d'hôtes). Les terres agricoles attenantes ont été en grande partie vendues, notamment à la Ligue atlantique de football qui y a établi son siège ;
  - le manoir de la Savarière avec dans son parc la chapelle de la Savarière. Le domaine seigneurial est ancien, mais le manoir actuel date de 1839 ; c'est une villa italianisante[53] de style palladien. Résidence privée ;
- dans le secteur de la Grèneraie, de Portechaise et des Rochers :
  - le manoir de la Grèneraie (Nantes) ;
  - la Comète (rue de la Libération) : maison bourgeoise construite en 1910 ; dans les années 1970-1990, siège d'un restaurant de bon niveau ; actuellement, siège d'une entreprise d'immobilier d'affaires ;
  - le Grand Portail (rue de l'Ouche Colin) : du XVIIIe siècle ;
  - le Petit Portail (rue de l'Ouche Colin) : construit en 1795 ; au début du XXe siècle, propriété de la famille Bredenbek, notamment d'Alphonse de Châteaubriant ;
  - Léclopart (rue de la Libération, no 14) : daté de 1757, parc ;
  - la Haute Robertière (rue de la Libération, no 12) : du XVIIIe siècle ; le parc s'étend jusqu'au square public du Bois Praud près de l'avenue de la Martellière ;
  - la Robertière ;
  - la Parentière (disparue) : du XVIIIe siècle ; détruite en 1978 pour construire l'immeuble homonyme ;
- dans le quartier du Douet :
  - la maison du Douet (place de la Liberté) : demeure bourgeoise du XIXe siècle, actuelle mairie annexe ;
  - demeures de la Bourdaillerie, du Colombage, des Sauzaies-Rivière, de la Joliverie, de la Marronière, de la Garillère (disparue) ;
- localisations diverses :
  - le manoir de la Grande Jaunaie (rue de la Jaunaie) a été construit à partir de 1774 pour Charles Monti de la Jaunaie. Lieu, en février 1795, de la rencontre entre Canclaux et Charette qui y signent le traité de la Jaunaie[54]. Actuellement[Quand ?] : Foyer départemental de l'enfance. .
  - le manoir de la Petite Jaunaie (avenue Charette de la Contrie ; peu visible de la rue) : daté de 1656, construit pour Jacques de Bourgues[55], maire de Nantes en 1648. Actuellement[Quand ?] : résidence privée.
  - les demeures de La Persagotière (Nantes, rue du Frère Louis ; date du XIXe siècle, donc le rapport avec Saint-Sébastien est peu pertinent), de Beauregard (Nantes), du Lézard (Bourg, rue du Général Duez ; actuellement : centre municipal de soins), de la Treille (Bourg, rue des Prisonniers), de Clairfonds (La Métairie), des Harengs (La Métairie, rue des Harengs), de l'Ecobut (Le Portereau), du Clos Rivière, de la Cailletière.

Peinture murale

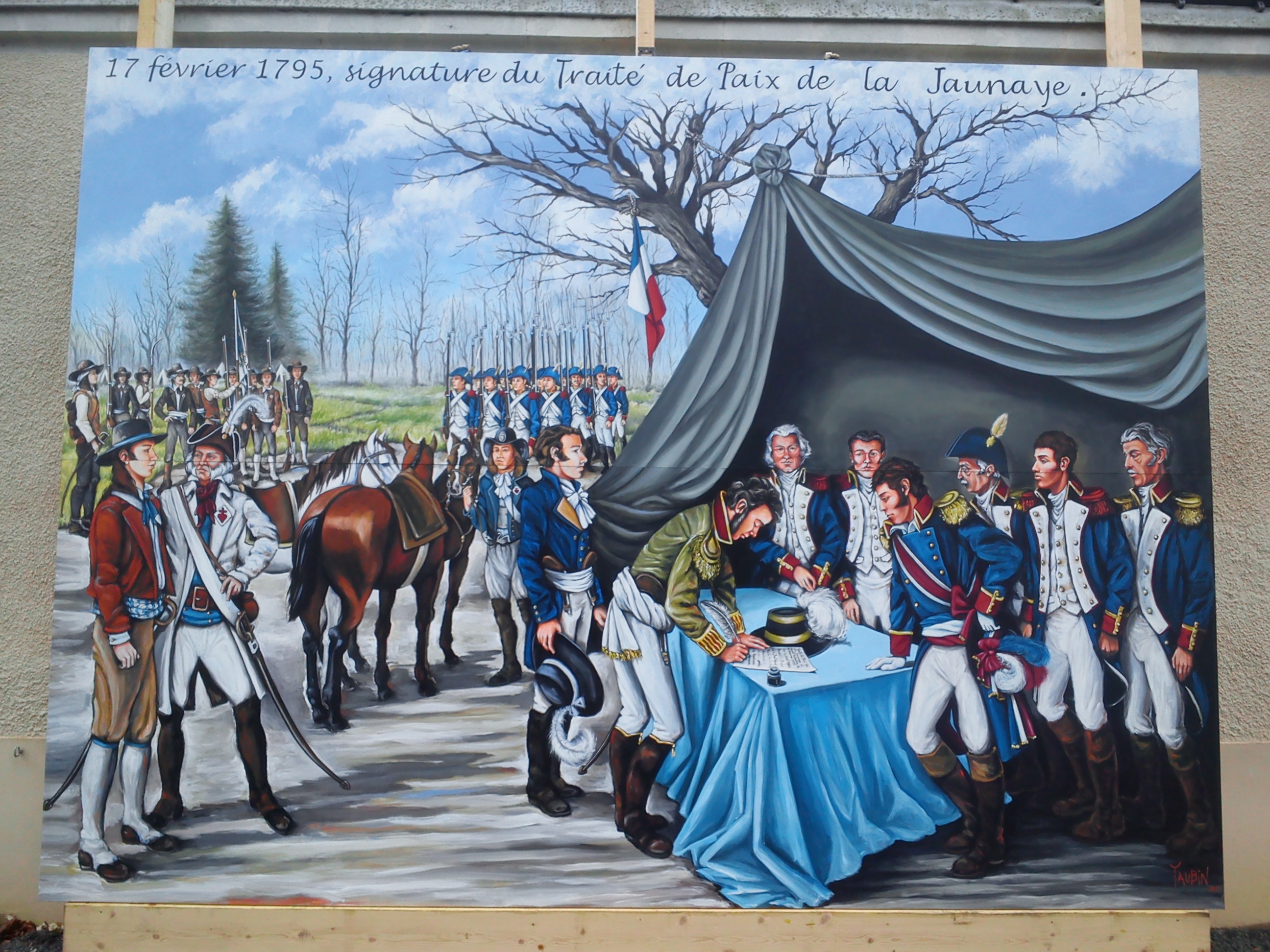
Diana Taubin Stvolinsky, Le Traité de la Jaunaye, 2015, peinture murale, Saint-Sébastien-sur-Loire.

La paix de la Jaunaye a été signée le 17 février 1795 à Saint-Sébastien-sur-Loire, qui alors s'appelait Saint-Sébastien. Ce traité entre Républicains et Insurgés Vendéens devait mettre un terme à une guerre fratricide qui durait depuis le mois de Mars 1793.
La peinture murale de Diana Taubin est un panneau mesurant 5 × 3,70 m. À droite sous la tente se trouvent les républicains. Près de la table, Ruelle représentant en mission est accompagné de plusieurs généraux. Derrière la tente une troupe de soldats républicains présente les armes.

#### Villages
Certains d'entre eux ont conservé une allure villageoise et des bâtiments anciens :
- les Savarières : rue de la Savarière (en particulier l'Auberge de la Savarière) ;
- le Portereau : place de la Croix des Landes ;
- le Pré : la rue du Pré traverse le village et débouche dans une prairie où coule la Douettée ;
- le Génetay : rue du Génetay
- la Goulonnière ;
- la Martellière.

#### Croix
- La croix de la place de l'église (disparue), calvaire breton du XVIe siècle, monolithe de granit, avec le Christ en croix entouré de Saint Jean et de la Vierge, a été détruite par le bombardement de 1944.
- La croix de la Métairie (place Marcel Renaud), en granit, date du XVIe siècle et est ornée d'une pietà ; elle a été déplacée de sa position initiale.
- La croix du Portereau, ou croix des Landes, date de 1948, mais succède à une croix de 1856 et à une de 1740.

#### Divers
- La Pyramide (rue de la Pyramide), obélisque érigé en 1684 par Jean Imbert, seigneur de la Patouillère, pour marquer un carrefour forestier. La Pyramide a longtemps été associée à la guerre de Vendée, mais la date véritable a été découverte en 1986 sur une pierre gravée, lorsque le monument a été déplacé à l'occasion de la construction du périphérique nantais, tout proche.
- la gare du Petit Anjou (rue Jean-Macé[56]) devenue salle communale (expositions temporaires) est le principal reliquat de la ligne du Petit Anjou. On peut aussi signaler le tracé des rues du Docteur Michaux, Jean-Macé et du Petit Anjou ainsi que le viaduc qui assurait le franchissement de la Patouillère[57].
- la Strée : c'était jusqu'au XVIIe siècle le nom donné à l'axe actuellement formé par les rues des Coucous, de la Croix Bine, des Bignons, de la Lourneau et des Onchères ; cet axe remontait à l'époque romaine, « voie romaine » (strée , de via strata : voie empierrée ).
- La fonderie.

### Distinctions
- 4e flamme de la Ville sportive des Pays de la Loire 2017. Titre décerné par le Comité régional olympique et sportif des Pays de la Loire (CROS).
- Prix santé et mieux-être au travail 2017 de la Mutuelle nationale territoriale.
- Label Eco-jardin[58],[59] 2017, lauréate aussi en 2013.
- Trophée de l'insertion 2015 décerné par le MEDEF44
- Ville Amie des Enfants depuis 2005. Titre décerné par l'UNICEF[60].
- 34e ville française à obtenir la Plaquette de l'Europe (depuis 1954) en 2007. Titre décerné par le Conseil de l'Europe.
- Prix Territoria 1997 dans la catégorie « santé », pour la collecte des déchets de soin des particuliers[61].
- Prix Territoria en 1998 dans la catégorie « environnement », pour le camouflage des antennes de réseau GSM[62].
- Prix Territoria en 2003 dans la catégorie « services de proximité », pour l’accueil des handicapés en centres de loisirs[63].
- Ville la Plus Sportive des Pays de la Loire depuis 2000, titre décerné en 2000, 2004 et 2013 par le Comité régional olympique et sportif des Pays de la Loire et la Région des Pays de la Loire[64].
- Trois fleurs au concours des Villes et Villages Fleuris.
- Plaquette de l'Europe. Titre décerné en 2007 pour l'ensemble du travail établi avec les villes jumelées (Glinde en Allemagne, Porthcawl au Pays de Galles, Kaposvár en Hongrie et Cernavodă en Roumanie).
- Marianne du civisme pour le plus fort taux de participation départemental aux élections municipales 2008 (13 099 votants sur 19 069 inscrits).
- Prix de la Ville Euro-Citoyenne[65] 2012 décerné par le ministère des Affaires étrangères[66], l’Association des maires de France[67] et l’Association française du Conseil des communes et régions d’Europe (AFCCRE)[68] (catégorie villes moyennes).
- Label Ville Internet 3 @, décerné par l'association des Villes Internet.
- Label Ville ludique et sportive 2010 et 2013.
- Label européen Ville conviviale - Ville solidaire 2013.

### Saint-Sébastien-sur-Loire et la littérature
- Julien Gracq, La Forme d'une ville, Paris, Éditions José Corti, 2008. Extraits ;
  - « Du boulevard qui longe la Loire, et qu'on a rebaptisé aujourd'hui si singulièrement le boulevard des Pas Enchantés, je pouvais voir s'allonger déjà au bord de la rive sud les boires sommeillantes, les îles à fourrés de saules, qui m'étaient familières à Saint-Florent […] » ;
  - « Saint-Sébastien refusait d'être un faubourg : c'était un avant-poste des campagnes vendéennes implanté au bord de la Loire, à l'abri de son fleuve, et que l'air de la ville n'avait contaminé en rien. »
- Cette ville est également citée par François Rabelais dans Gargantua : « Saint Sébastien près de Nantes ».

### Personnalités liées à la commune
- Le général François Lyrot (1732-1793) rend aveu et dénombrement, en 1755, des terres de La Patouillère et de la Gibraie, paroisse de Saint-Sébastien-sur-Loire[69]. Il est le premier maire de Saint-Sébastien (1790-1791).
- Le général Pierre Cambronne (1770-1842), né à Nantes[70], séjournait souvent à Saint-Sébastien durant sa jeunesse ; ses parents y avaient une résidence secondaire, La Treille ; et c'est à Saint-Sébastien qu'il réside du début de la Restauration à sa mort, habitant successivement le manoir de la Tullaye, où vit sa mère (décédée en 1821, date à laquelle il revend La Treille), puis le manoir de la Baugerie, propriété de Marie Osburn, qu'il épouse en 1820. En 1832, le préfet le nomme conseiller municipal de Saint-Sébastien, mais il démissionne immédiatement, alléguant des raisons de santé.
- Ferdinand Favre (1779-1867), négociant, industriel, botaniste amateur, maire de Nantes (1832-1848 et 1851-1866), réside au Clos-sur-l'Eau où il acclimate le camélia à partir de 1806 ; il est inhumé dans le cimetière du Clos-sur-l'Eau.
- Élisa Mercœur (1809-1835), poétesse, est née à Saint-Sébastien.
- Aristide Briand (1862-1932) est député de la 3e circonscription de Nantes après la Première Guerre mondiale ; il participe à l'inauguration du monument aux morts de Saint-Sébastien en 1924 ; à sa mort en 1931, il est remplacé par Armand Duez, qui est réélu en 1932, mais battu en 1936.
- Alphonse de Châteaubriant (1877-1951) séjourne régulièrement dans la demeure du Petit Portail (village des Rochers) qu'il tient de ses parents ; le titre de son roman Les pas ont chanté (1938) serait à l'origine du nom du boulevard des Pas-Enchantés[71]
- Jean-Pascal Beaufret (né en 1951), Haut fonctionnaire, directeur général des impôts, ancien conseiller municipal de Saint-Sébastien-sur-Loire.
- Stéphane Pajot (né en 1966), journaliste et écrivain, a passé son adolescence au village du Portereau, qu'il évoque dans Parlez-vous bistrot ? (éditions D'Orbestier) ; il est l'auteur d'une trentaine d'ouvrages.
- Michel Renouard : écrivain et universitaire (spécialiste de l'Inde), né en 1942 à Dinan Côtes-d'Armor, a vécu à Saint-Sébastien ; il est l'auteur d'une quarantaine d'ouvrages, dont plusieurs romans policiers.
- Christine and the Queens, (Héloïse Adélaïde Letissier), auteur-compositeur-interprète français ayant passé sa jeunesse à Saint-Sébastien-sur-Loire.
- Margaux Galliou-Loko, née en 1993 à Saint-Sébastien, joueuse professionnel de basket à Bourges.
- Jérôme Cousin, né en 1989 à Saint-Sébastien, coureur cycliste chez Europcar.
- Marcellin Verbe, né le 1er avril 1914 à Nantes. Médecin, membre fondateur du Front national de la Résistance, il est arrêté par la Gestapo de Nantes le 17 avril 1944 à Saint-Sébastien-sur-Loire. Il est déporté le 12 mai 1944 de Compiègne vers le KL Buchenwald (matricule 49849). Autres lieux de déportation : Dernau, Evadé de la région des Sudètes le 14 avril 1945 pour rejoindre l'armée américaine qui le nomme officier de rapatriement. Affecté à Eisenach et Gotha pour soigner les déportés politiques et les prisonniers de guerre. Il rentre en France début juillet 1945. Est devenu maire de Saint-Sébastien-sur-Loire de 1953 à 1983.
- Thomas Boucher, né le 23 juin 1982, patineur de vitesse, champion du monde et maire de la ville depuis mai 2025.
- Giovanni Sio (né en 1989), joueur de football au Stade Rennais.
- Estelle Nze Minko, née le 11 août 1991 à Saint-Sébastien, joueuse internationale de handball. Vice-championne olympique en 2016, championne du monde en 2017 et championne d'Europe en 2018 avec l'équipe de France féminine.
- Lucienne Renaudin Vary (née le 28 janvier 1999), trompettiste classique et jazz, lauréate 2016 de la Victoire de la musique classique, en catégorie « Révélation soliste instrumental ».
- Pierre Hubert Dibombe (né en 1991), boxeur français d'origine camerounaise.

### Héraldique
| Blason de Saint-Sébastien-sur-Loire | Blason  | De gueules à la barre ondée d'argent chargée de trois mouchetures d'hermine de sable, à plomb, accompagnée en chef d'un lion d'or et en pointe d'un brin de muguet aussi d'argent et aussi feuillé d'or. |
| Blason de Saint-Sébastien-sur-Loire | Détails | Adopté par délibération du Conseil Municipal du 19 février 1985. Le lion reprend les armes de Cambronne ; la barre ondée évoque la Loire ; le muguet rappelle l'importante production locale de cette fleur. Les mouchetures d'hermine évoquent le d'hermine plain de la Bretagne, rappelant l'appartenance passée de la ville au duché de Bretagne. |